# Boston Celtics
Los Boston Celtics son un equipo profesional de baloncesto de los Estados Unidos con sede en Boston, Massachusetts. Compiten en la División Atlántico de la Conferencia Este de la National Basketball Association (NBA) y disputan sus partidos como locales en el TD Garden.
Fundado en 1946, con sus 18 campeonatos es el equipo más laureado de la historia de la NBA, superando a Los Angeles Lakers. El equipo dominó la NBA desde 1957 hasta 1969 con once anillos de campeón, ocho de ellos consecutivos, récord de la liga. En la década de 1970 ganaron dos títulos más y en los años 1980, con Larry Bird a la cabeza, conseguirían otros tres títulos, disputando además tres épicas finales contra sus clásicos rivales, Los Angeles Lakers. Después de una sequía de 22 años, en 2008 logran el ansiado anillo. Esas finales las ganaron de nuevo contra los Lakers, los cuales se tomarían la revancha 2 años más tarde en la final de 2010. Sin embargo volvieron a caer en una racha de 16 años sin anillo hasta que para la Temporada 2023-24 de la NBA consiguieron otro anillo más, siendo el último hasta ahora.
La racha ganadora de los años 50 y 60 propició que algunos jugadores consiguieran tal cantidad de anillos de campeón que difícilmente serán alcanzados. El pívot Bill Russell, con 11 anillos, los 2 últimos conseguidos como jugador-entrenador, es el jugador más laureado de la historia de la NBA. Detrás de él se encuentran Sam Jones con 10, y John Havlicek, Tom Heinsohn, K. C. Jones y Tom Sanders con 8. El único jugador no céltico que se les aproxima es Robert Horry, que ganó 7 anillos con tres equipos diferentes, mientras que grandísimos jugadores como Michael Jordan o Kareem Abdul-Jabbar se quedaron en 6.
El 4 de febrero de 2017, en un partido de temporada regular disputado en el TD Garden, los Celtics derrotaron a los Lakers, arrebatándoles el récord de mayor número de victorias en la historia de la liga.

## Pabellones

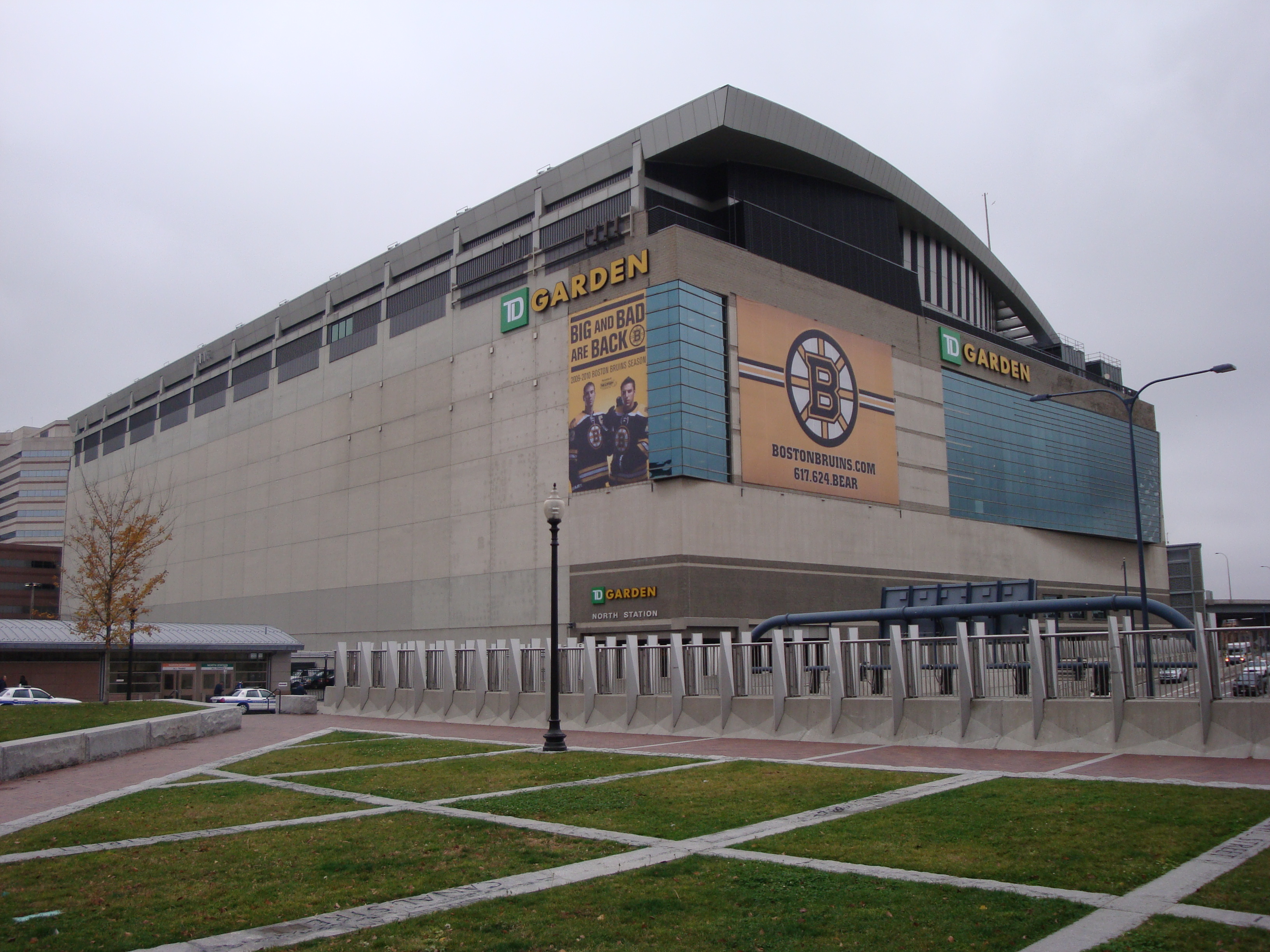
TD Garden.

- Boston Arena (1946-1955), estadio del primer partido de los Boston Celtics. Fue empleado como estadio auxiliar en los primeros años de la franquicia.
- Boston Garden (1946-1995), estadio durante 50 temporadas del equipo. Celebró 4 All-Star Game de la NBA.
- Hartford Civic Center (1975-1995), pabellón ocasionalmente usado.
- TD Garden (1995-presente), anteriormente denominado FleetCenter y TD Banknorth Garden.

## Historia

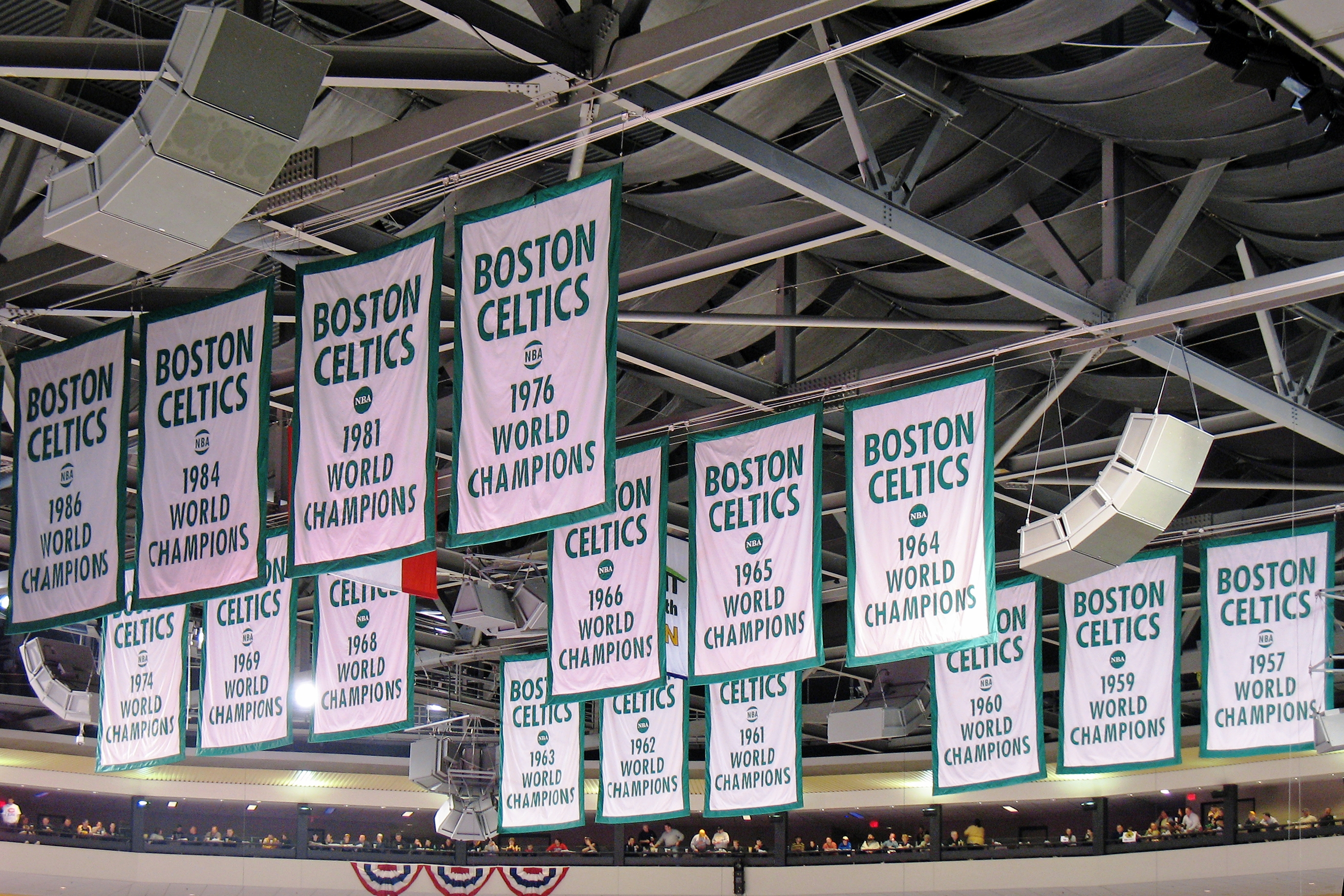
Banderolas colgadas en el TD Banknorth Garden con los campeonatos conseguidos.

Los Celtics es actualmente la franquicia con más victorias en la historia de la NBA. Gracias al papel de Bill Russell, ganaron ocho títulos consecutivos desde 1959 hasta 1966. En los años 1980, liderados por Larry Bird, se produjo una intensa rivalidad con Los Angeles Lakers, con Magic Johnson como cabeza visible, que marcaría el inicio de la NBA como espectáculo mundial.
Boston y New York Knicks son los dos únicos equipos fundadores de la NBA que permanecen en la misma ciudad.

### 1946-1949: fundación y primeros años
La franquicia de Boston fue fundada el 6 de junio de 1946 por Walter Brown. En esta década, en que el equipo disputaría la Basketball Association of America (BAA), Boston se mostraría muy poco competitivo y no destacaría en modo alguno hasta la llegada de Bob Cousy en el año 1950.
El primer entrenador fue John Russell y su primera temporada, la 1946-47 fue ciertamente negativa, con un récord de 22 victorias sobre 38 y la clasificación a final de temporada en las últimas posiciones de la división Este. A pesar de las dificultades económicas que afectaron a varios equipos en estos años, el año siguiente supondría una mejora deportiva, en tanto que el equipo se clasificaría para los playoffs pero sería eliminado por los Chicago Stags en los cuartos de final. El año siguiente, en la temporada 1948-49, entrenados por Alvin Julian, los Celtics fracasarían nuevamente en el intento de alcanzar los playoffs, y la experiencia se repetiría una vez más en la temporada 1949-50, el año de nacimiento de la NBA y de incorporación de este equipo a la liga.

### 1950-1956: la llegada de Red Auerbach
Boston comenzó a forjar su dinastía en los años 1950 mediante la contribución de Bob Cousy primero y Bill Russell después, con quien se conseguirían los primeros títulos de la NBA.

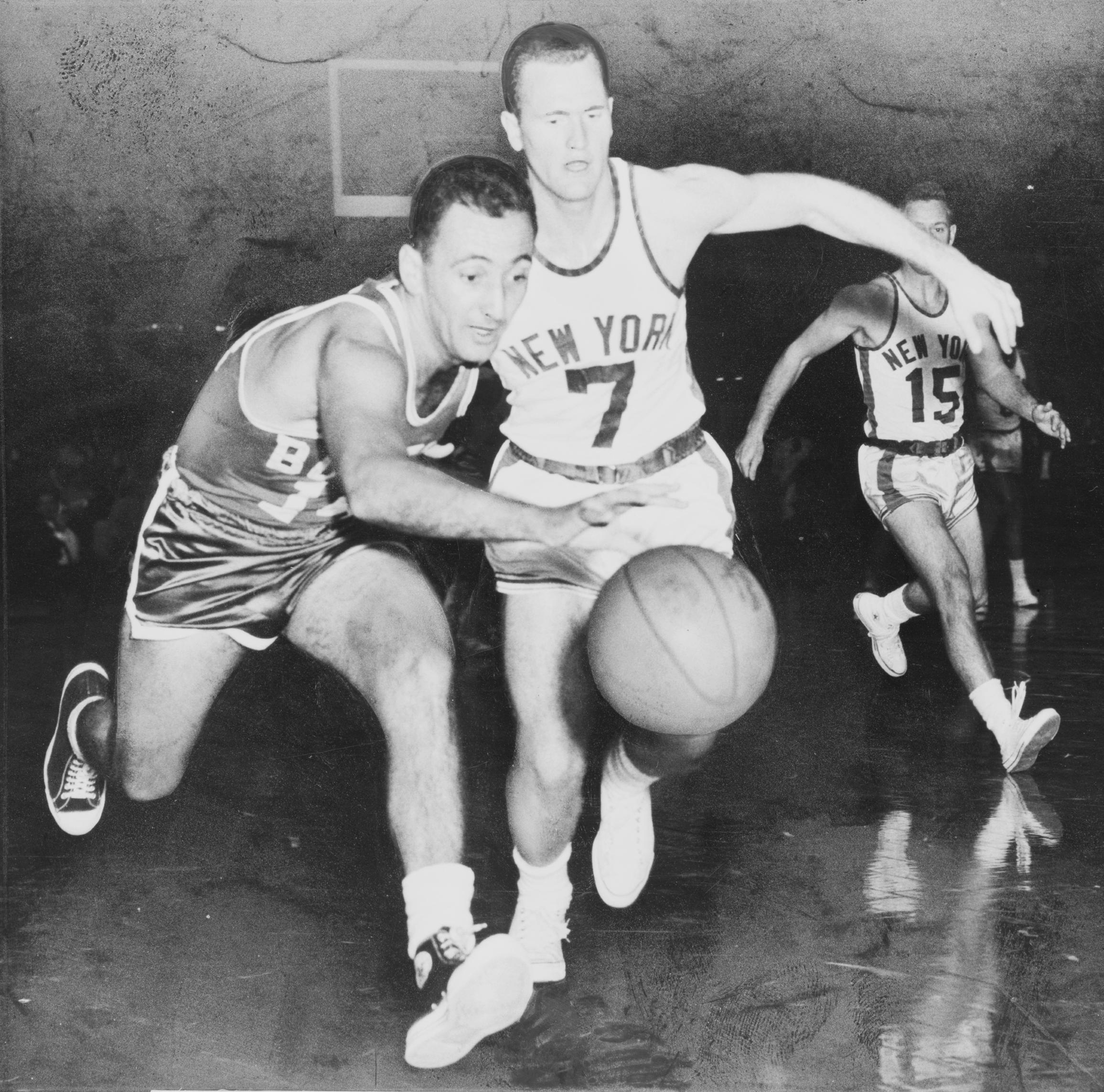
Bob Cousy, primera estrella de los Celtics.

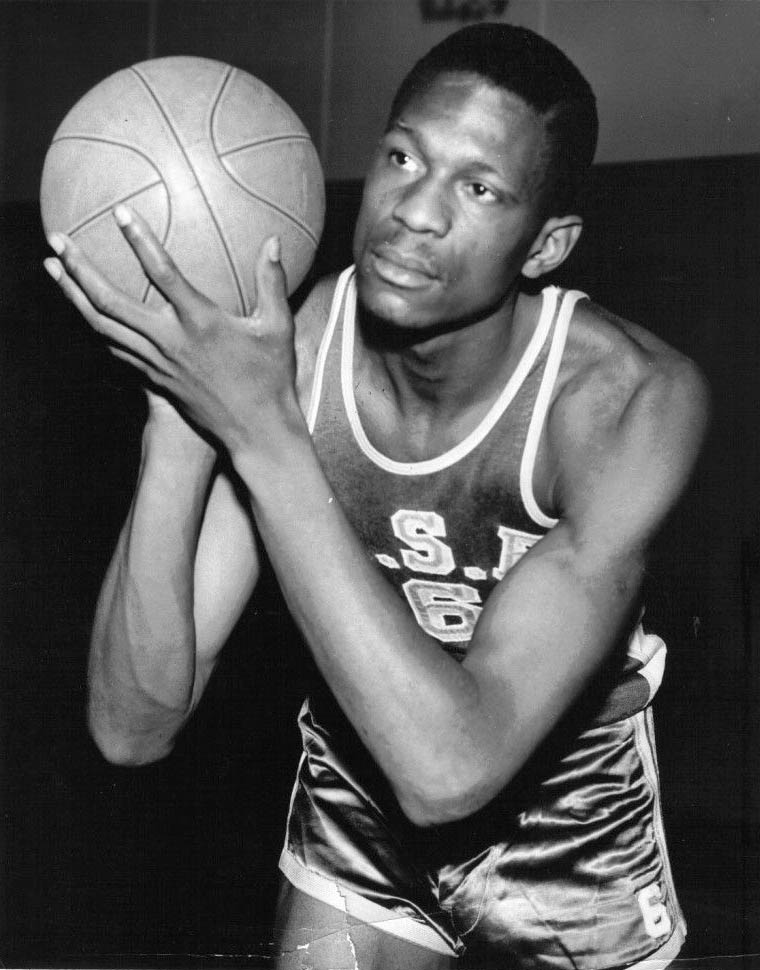
Bill Russell ayudó a Boston Celtics a ganar 11 títulos en 13 temporadas.

Bob Cousy llegó a Boston en 1950, tras adquirir Red Auerbach sus derechos en un sorteo, tras el desmantelamiento del equipo Chicago Stags. En la temporada 1950-51, con el estreno de Auerbach como entrenador y la llegada de Cousy y Ed Macauley, Boston consiguió el primer récord de victorias positivo, pero caerían en primera ronda de playoffs. Esa misma temporada Boston había seleccionado en el Draft a Chuck Cooper, el primer afroamericano que jugó en la NBA. En 1952, a pesar de la incorporación de Bill Sharman, la historia volvería a repetirse, para mejorarse levemente en 1953, cuando Boston alcanzó 45 victorias y superó por primera vez la primera ronda de playoff. El año siguiente, 1954, con 42 victorias, el trío Cousy-Sharman-Macauley repetiría resultados y no superaría la segunda ronda de playoff. Al inicio de la temporada 1954-55 se incorporó Frank Ramsey, pero Boston solo logró igualar una vez más su propia marca y caer eliminado en segunda ronda. Los resultados empeoraron levemente en temporada 1955-56, cuando Boston cayó en la primera ronda. Esta temporada llegó al equipo también Jim Loscutoff. Ante las dificultades de Macauley para medirse con los grandes pívots de la liga, Auerbach creyó llegado el momento de dar un giro importante.

### 1957-1969: Bill Russell y la gran dinastía Celtic
Ese giro sería la llegada de Bill Russell en 1956. Ésta se materializó mediante el traspaso más importante de la historia de la NBA, en el que Ed Macauley y Cliff Hagan fueron enviados a los St. Louis Hawks a cambio de los derechos de Russell, quien venía de liderar la selección de Estados Unidos en los Juegos Olímpicos de Melbourne 1956. Junto a Cousy y Sharman, y con la contribución del también nuevo jugador Tom Heinsohn (que sería ese año el mejor rookie), Boston conseguiría en esa misma temporada el primer campeonato de su historia, en la temporada 1956-57.
En la temporada siguiente, una lesión de Russell impidió a Boston derrotar a los Saint Louis Hawks en la final de la NBA, pero a partir de la temporada 1958-59, el equipo abriría una serie de ocho campeonatos consecutivos liderados por Russell. En las dos últimas temporadas de la década, el peso del equipo se lo repartírian Russell, Cousy, Sharman, Heinsohn, Ramsey, Loscutoff y un pujante Sam Jones, elegido en el Draft de 1957, además de K. C. Jones, elegido un año después.
Los años sesenta son los más brillantes de la historia de la franquicia, pues entre 1960 y 1969, los Celtics conseguirían nueve títulos de la NBA, bajo el liderazgo de Bill Russell y la contribución de otros grandes jugadores.

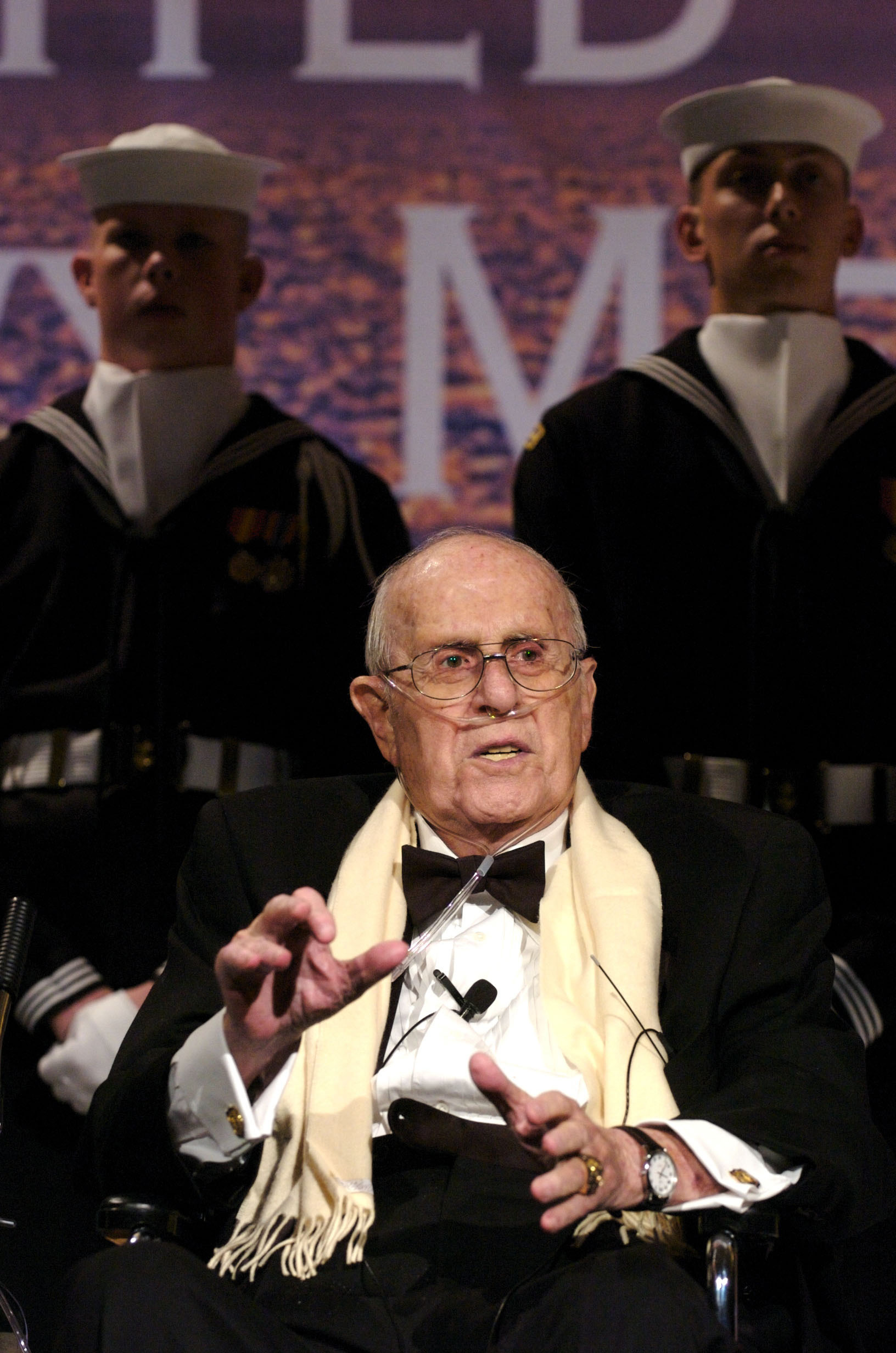
Con Red Auerbach los Celtics lograron una auténtica dinastía en los 60.

Los campeonatos de los primeros años estuvieron caracterizados por la importancia de los mismos jugadores que habían ganado los tres títulos anteriores. Así, Russell, Cousy, Sharman, Heinsohn, Ramsey y los dos Jones (Sam y K. C.) seguirían siendo piezas fundamentales en el título de la temporada 1960-61, año en que además se incorporó al equipo otro de sus futuros pilares: Tom "Satch" Sanders, mientras que al acabar esa temporada se retiraba Bill Sharman. En 1962, Sanders ganó peso específico en ausencia de Sharman y Boston obtuvo su cuarto título consecutivo frente a Los Angeles Lakers, que culminó con la elección en el Draft de 1962 de John Havlicek, que sería otro jugador determinante en la franquicia y, ya en el título de 1963, destacaría como uno de los jugadores principales. Al acabar la temporada, se retiraba Bob Cousy. Sin Cousy, en 1964, Havlicek y Jones se convertirían en los principales anotadores de Boston, que obtendría su sexto título consecutivo, esta vez contra San Francisco Warriors, tras el cual llegaría la retirada de Frank Ramsey. En 1965, el nuevo título se obtendría ante los Lakers, en un equipo encabezado todavía por Jones, Havlicek, Russell, Sanders y Heinsohn, quien se retiraría al acabar la temporada. Este equipo fue elegido por la NBA como uno de los 10 mejores equipos de la historia. En 1966, con la consecución del octavo título consecutivo frente a los Lakers, Red Auerbach dejó de ser el entrenador del equipo, donde empezaban a sobresalir Larry Siegfried y Don Nelson, a la vez que se retiraría K. C. Jones.

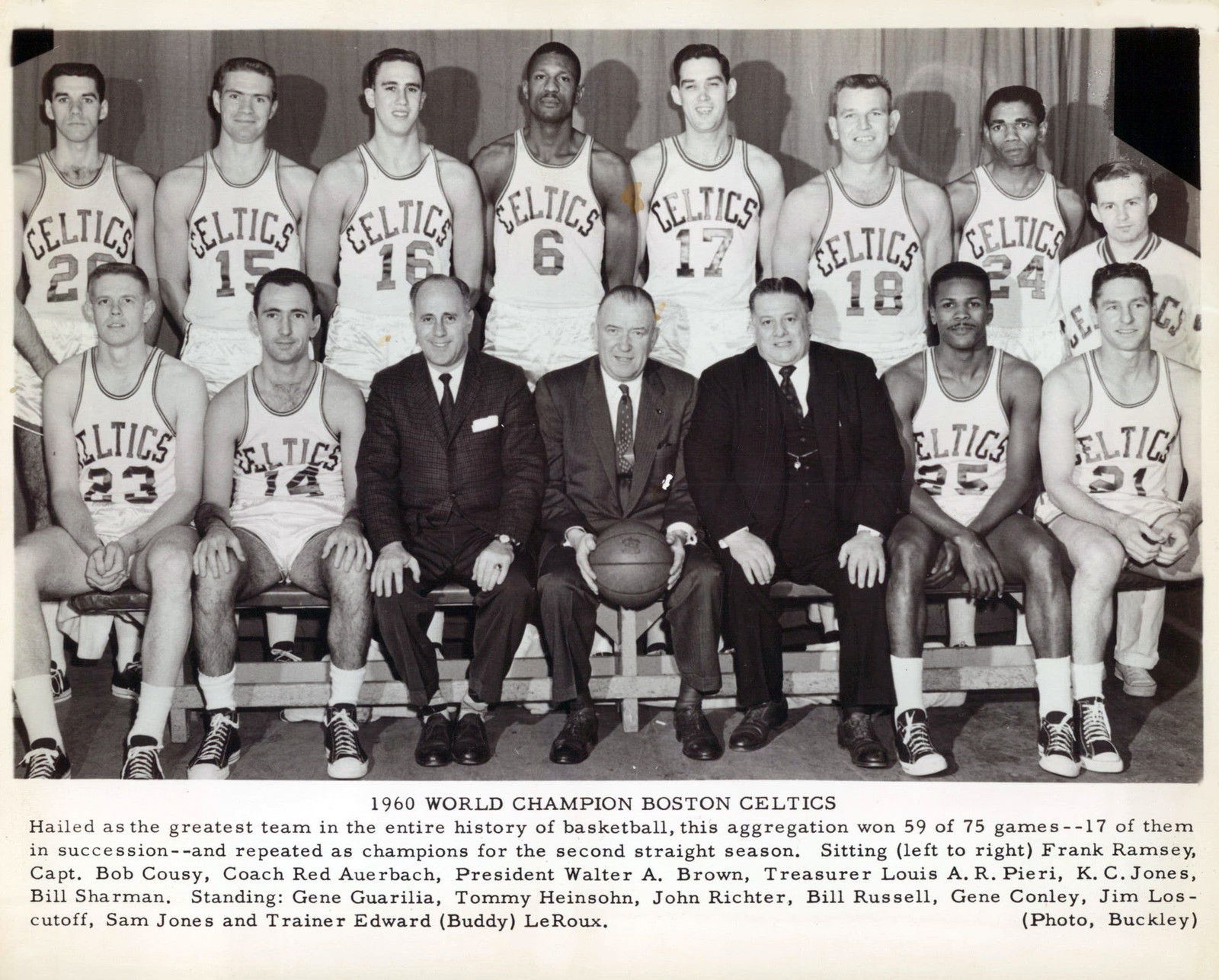
El equipo campeón en.

La temporada 1966-67 sería la única de la década en la que los Celtics no conseguirían el título, al caer frente a los Philadelphia 76ers de Wilt Chamberlain. Desde ese mismo año Bill Russell combinaría funciones de jugador y entrenador. Además, el equipo había recibido el importante refuerzo de Bailey Howell, mediante el traspaso de Mel Counts a Baltimore Bullets. Encabezados por Russell, Jones, Havlicek, Howell, Siegfried, Sanders y Nelson, Boston conseguiría los campeonatos de 1968, en el año que fue elegido en el Draft Don Chaney, y el de 1969, ambos frente a los Lakers de Chamberlain, Elgin Baylor y Jerry West. Los 8 campeonatos consecutivos logrados constituyen la racha más larga en la historia del deporte estadounidense.
Tras la temporada 1968-69, una época llegaba a su fin: Bill Russell se retiró como jugador y entrenador, cargo este último que ocuparía desde aquel momento Tom Heinsohn. Sin Russell, ni el también retirado Sam Jones, Boston ni siquiera se clasificaría para los playoffs de la temporada 1969-70. Salvo por Havlicek y Nelson, los Celtics eran un equipo envejecido, que debía reconstruirse. El proceso empezaría con la elección de Chaney, a la que seguiría la de Jo Jo White en el Draft de 1969 y se completaría en la década siguiente.
En esta época se dio una curiosa circunstancia: no es muy frecuente que un jugador consiga el anillo de campeón en su año de rookie, pero K. C. Jones lo consiguió, no solo en su primer año, sino también en los 7 años siguientes. Es el único jugador que ha logrado 8 anillos de campeón en sus 8 primeros años de carrera. Jugó un año más en el que no consiguió el anillo y se retiró inmediatamente después. Tom "Satch" Sanders se acercó a este récord, pues consiguió 6 anillos en sus 6 primeras temporadas, y John Havlicek consiguió 4 en sus 4 primeras temporadas. Son los 3 jugadores que más anillos consiguieron de esta manera. Además, los tres poseen un total de 8 anillos de campeón, junto con Tom Heinsohn. Sin embargo, Bill Russell con 11 y Sam Jones con 10 los superan. Todos ellos fueron partícipes de esta etapa gloriosa de títulos para el equipo céltico.

### 1970-1979: los años 1970, la reconstrucción de una dinastía

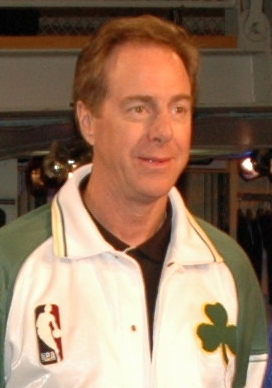
Dave Cowens ganó 2 títulos durante la década de los 70.

Los años 70 fueron los de la década post Russell y, a pesar de algunos malos años, estos estuvieron plagados de más luces que sombras, pues no dejaron de significar años de buen nivel de juego en general y también de títulos; además, en el banquillo se sentó otra antigua leyenda céltica, Tom Heinsohn, que se pondría al servicio de su equipo de siempre ahora como entrenador. Si la de los sesenta fue la década de Bill Russell, otro gran pívot vendría a ocupar su puesto en los setenta, Dave Cowens. Este gran jugador, elegido en el Draft de 1970, sería el principal baluarte del equipo junto a otro gran pilar, John Havlicek, uno de los pocos supervivientes de los equipos campeones de la década anterior, junto a Don Nelson y Don Chaney.
Con Tom Heinsohn como nuevo entrenador, la década empieza con unos Celtics en pleno proceso de reconstrucción y con el fracaso en el intento de pasar a los playoffs en 1971. Sin embargo, el quinteto de jugadores formado por Dave Cowens, John Havlicek, Jo Jo White, Don Nelson y Don Chaney iría aumentando poco a poco su capacidad, alcanzando en la temporada 1971-72 la final de conferencia y cayendo frente a New York Knicks. En 1973 se completaría la reconstrucción con la llegada de Paul Westphal y Paul Silas y Boston, aunque las lesiones favorecerían su caída nuevamente ante los Knicks en siete duros partidos, lograría alcanzar su récord absoluto de victorias en liga regular: 68.

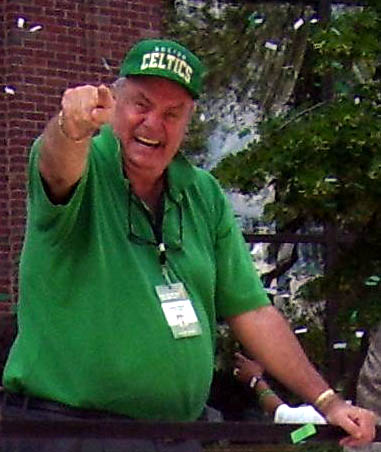
Tom Heinsohn, entrenador de Boston Celtics que consiguió los títulos de 1974 y 1976.

Con el equipo ya consolidado, Boston se coronaría campeón en 1974, tras duras eliminatorias frente a los Buffalo Braves y en la final frente a los Milwaukee Bucks de Kareem Abdul-Jabbar, con John Havlicek alzándose como jugador más valioso de la final. El año siguiente, la temporada 1974-75, en la que Cowens tomaba el relevo de Havlicek como máximo anotador, la carrera hacia el título se vería interrumpida por los Washington Bullets. Ese mismo año Westphal sería traspasado por Charlie Scott a los Phoenix Suns, donde pasaría los mejores años de su carrera, mientras que Chaney se incorporaba a la liga ABA -regresaría a Boston en un papel secundario de 1978 a 1980-, rompiéndose así la estructura principal de las tres últimas temporadas. Sin embargo la decisión beneficiaría a Boston a corto plazo, cuando en 1976 se erigiera nuevamente campeón ante los mismos Suns, en una eliminatoria en que destacaron una vez más Cowens y White junto al propio Scott.
En 1977 marcaría el cambio de tendencia en Boston hacia la negra etapa de la segunda mitad de los setenta. Antes de iniciarse la temporada 1976-77, Boston perdió a Silas, en un polémico traspaso que trajo a Boston a Curtis Rowe, y Don Nelson se retiró. Sin ambos jugadores, toda la responsabilidad recayó en Cowens, Havlicek, Scott y White, que solo sirvió para superar la primera ronda de los playoffs. En 1978 se marcó el declive definitivo: los malos resultados propiciaron la sustitución de Heinsohn, por el exjugador Tom Sanders. Además, Scott experimentó un franco declive, jugando tan solo 31 partidos. Como resultado, Boston ni siquiera se clasificó para los playoffs y a final de temporada Havlicek se retiró. Lo único positivo de aquel año tuvo lugar al comienzo y al final de la temporada: la elección de Cedric Maxwell en el Draft de 1977 y la de Larry Bird en el de 1978, quien no se incorporaría hasta un año más tarde.
La temporada 1978-79 fue puramente de transición. Los playoffs se escaparon nuevamente y Sanders fue sustituido por Cowens, quien compaginó funciones de jugador y entrenador, hasta que en mayo fue nombrado entrenador Bill Fitch. Sin embargo se dieron algunos movimientos mayores. Por iniciativa del propietario de Boston, Tony Brown, llegó al equipo Bob McAdoo, a cambio del jugador Tom Barker y tres elecciones de primera ronda de Draft con los Knicks. Asimismo, se incorporaron Nate Archibald y Pete Maravich, este en su último año como profesional. Por otro lado, Jo Jo White era traspasado a los Golden State Warriors.
A pesar de los altibajos, fue otra etapa exitosa para los Celtics, pues fue uno de los dos únicos equipos en ganar 2 anillos de campeón en esta década, junto a los New York Knicks, que ganaron los 2 únicos títulos de su historia.

### 1980-1992: la era de Larry Bird
Los años 1980 serán una nueva década brillante, tanto en juego como en éxitos, en la que destacará otro nombre por encima de todos, Larry Bird, verdadera piedra angular de los éxitos del equipo. Sin embargo, en la segunda mitad de los ochenta los Celtics darían los primeros pasos hacia una lenta decadencia, muy palpable al final de la década y de la que la franquicia tardaría muchos años en recuperarse plenamente, hasta la temporada 2007/08 en que volvería a ganar la división atlántica, la conferencia este y el título de la NBA.

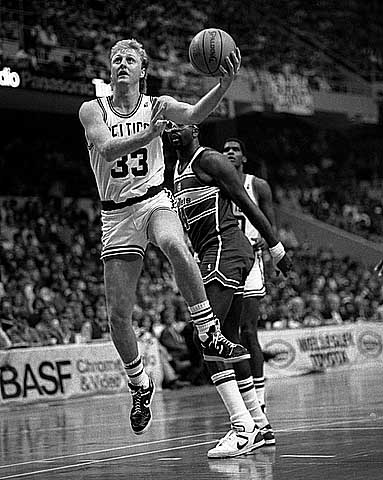
Larry Bird, el mejor jugador de los Celtics en la década.

La clave de los éxitos de estos años se encuentra en algunas decisiones tomadas por Red Auerbach en los años anteriores, que se completarían en el verano de 1979. Tras retener en 1978 los derechos de Larry Bird, este se incorporaría al equipo en la temporada 1979-1980, Auerbach consiguió obtener mediante el traspaso de Bob McAdoo, la primera elección del Draft de 1980, que después traspasaría a su vez a Golden State Warriors. A cambio, obtendría de Golden State la tercera elección de ese mismo año, que se convertiría en Kevin McHale, y los derechos sobre el jugador Robert Parish. Con esos movimientos, Boston dispondría en 1981 de una brillante columna vertebral -el famoso Big Three-, sobre el que el equipo se sustentaría durante más de una década.
Los éxitos no tardarían en llegar tras la incorporación de Bird. Entrenados por Bill Fitch, si bien Boston, a pesar de una gran temporada, no logró superar a Philadelphia 76ers en la final de Conferencia Este en 1980. Ese mismo año tendría lugar la primera retirada Dave Cowens, sin poder añadir un título más a su historial y que ya no volvería a Boston. Sin embargo, el año siguiente, el estrecho margen de un punto sí sirvió esta vez para lograr el pase a la final de la NBA en el año 1981 frente a los 76ers y posteriormente derrotar a Houston Rockets en la final. La fuerza de un equipo en el que también sobresalían Cedric Maxwell -MVP de las Finales de la NBA- y Nate Archibald -MVP del All-Star Game- sería la clave del éxito. También destacó el estreno de Danny Ainge en la liga.

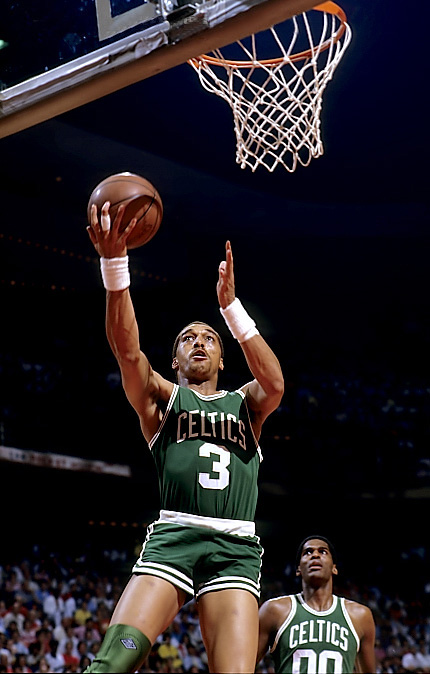
Dennis Johnson, uno de los jugadores de la década.

En las temporadas 1981-82 y 1982-83, el rendimiento de Boston atravesó un pequeño bache. Aunque el nivel de juego fue muy elevado durante la temporada de 1982, cayeron nuevamente en la final de conferencia frente a Philadelphia. Mucho peor sería el año 1983, cuando Boston caería en una pobre eliminatoria ante Milwaukee Bucks. Ello cuestionaría el trabajo técnico y daría pie a la llegada en el año siguiente al banquillo de KC Jones, quien iniciaría cuatro años de grandes éxitos para Boston, sin la participación ya de Archibald, que pasaría a jugar en Milwaukee. El primero, 1984, tuvo lugar una nueva conquista del título de la NBA frente a Los Angeles Lakers de Magic Johnson, con el recién llegado Dennis Johnson en la dirección de juego. El año siguiente, 1985, sin embargo, en la reedición de esta final, el título viajaría a Los Ángeles. En 1986, la incorporación de Bill Walton, junto al crecimiento de Ainge, devolvería al equipo a su máximo esplendor logrando un récord, al ganar 40 partidos de los 41 disputados como local y permitiría a Boston alcanzar nuevamente el título, en este caso derrotando a los Houston Rockets de un joven Hakeem Olajuwon y de Ralph Sampson.
Dos títulos y una final en tres años marcaban la cima del rendimiento de esta generación y la necesidad de planificar el futuro. Es por ello que Boston decidiría traspasar a su jugador Gerald Henderson por la primera elección del Draft de 1986 de Seattle Supersonics, que habría de corresponder a un prometedor jugador: len Bias. Sin embargo, este moriría dos días después de su elección en el Draft por una sobredosis de droga, deshaciendo las expectativas puestas en este nuevo proyecto de reconstrucción y condicionando irreversiblemente el futuro. La mala suerte, el poco acierto en el Draft y algunos errores, ya sin la guía de Red Auerbach, haría irreversible un lento declive.
Sin Bias ni el irreversiblemente lesionado Walton, Boston hubo de afrontar una dura temporada 1986-87, pero lograría sobreponerse y llegar a la final del campeonato, para caer finalmente frente a los Lakers. En 1988, ya sin Walton y con un equipo soportado tan solo sobre el quinteto titular (los clásicos Johnson, Ainge, Bird, McHale y Parish), los Celtics caerían en la final de conferencia frente a Detroit Pistons, marcando así el relevo en la hegemonía de la conferencia. Las cosas empeorarían aún más en 1989, cuando Bird se perdió toda la temporada por una lesión, y en la 1989-90: en ambos casos Boston caería en primera ronda de playoffs, primero ante Detroit y luego ante New York Knicks.
Ya sin Ainge, traspasado a Sacramento Kings, Dennis Johnson se retiraría en 1990, desapareciendo así los complementos del Big Three que habían asegurado los éxitos de 1984-1987, sin que el Draft o los traspasos hubieran provisto de nuevos recursos destacados, salvo uno: la elección de Reggie Lewis en el Draft de 1987.

### 1993-1997: los años 1990, del intento de resurgir al ocaso absoluto
La década de los 90 profundizó el declive iniciado en los últimos años de la década anterior, convirtiéndose sin duda en la peor de la historia de la franquicia. Esta década se caracteriza por la ausencia de liderazgos excepto en los primeros años a cargo de Larry Bird y Reggie Lewis y en los últimos de los emergentes Antoine Walker y Paul Pierce.
Sin embargo, los Celtics hicieron lo posible por resurgir en la competición y sobreponerse a los fracasos de los años anteriores. El nuevo entrenador, Chris Ford, logró formar un equipo de gran calidad mediante los todavía tres principales referentes del equipo -Larry Bird, Kevin McHale y Robert Parish-, la consolidación de la nueva estrella del equipo: Reggie Lewis y la participación de un conjunto de nuevos jugadores: Brian Shaw, Dee Brown y Kevin Gamble (en 1991) y Rick Fox y Sherman Douglas (desde 1992). Así, en la temporada 1990-91, los Celtics alcanzarían uno de sus mejores resultados en los primeros meses de la liga regular, al lograr 29 victorias en 34 partidos, pero los problemas físicos de Larry Bird ocasionarían una fuerte merma en el rendimiento de la plantilla y convertirían ya a Reggie Lewis en el verdadero líder del equipo. El retorno de un disminuido Bird no permitió un viaje largo en los playoffs y los Celtics cayeron en la semifinal de Conferencia frente a los Detroits Pistons. El año siguiente, con la ausencia de Bird y McHale durante media temporada, los Celtics lograrían a pesar de todo alcanzar una vez más la semifinal de conferencia de la temporada 1991-92, pero sucumbirían ante los Cleveland Cavaliers.

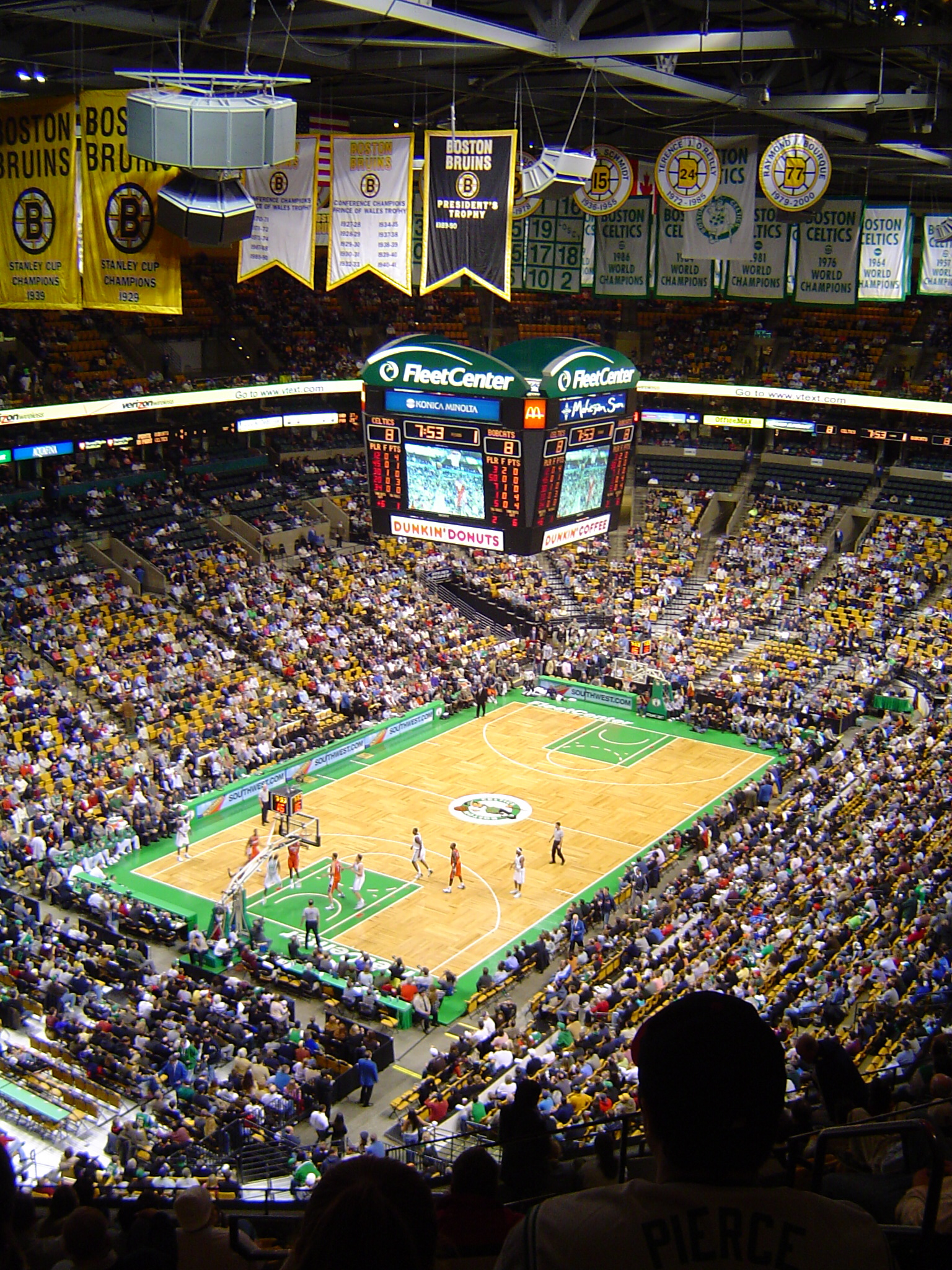
El por entonces conocido como Fleet Center, pabellón del equipo desde 1995.

Sería 1993 el primer año de franco declive para el equipo. Ante la retirada en 1992 de Larry Bird, el equipo optó por reforzarse con la llegada de Xavier McDaniel, quien tendría un impacto mucho menor sobre el equipo. A pesar de todo, el equipo alcanzó 48 victorias -tan solo tres menos que el año anterior- y los playoffs, pero Reggie Lewis sufriría en la primera ronda, ante Charlotte Hornets, un colapso cardíaco que lo apartaría de la competición y que acabaría con su vida unas semanas más tarde. Sin Lewis, Boston cayó en primera ronda y esa misma temporada se retiró Kevin McHale. La pérdida de Lewis restaría mucha capacidad competitiva a un equipo, capitaneado ahora por un envejecido Robert Parish y liderado en anotación por Dee Brown, que no se clasificaría para los playoffs en el año 1994 y donde La única buena noticia sería el buen rendimiento de Dino Radja. El año siguiente, 1995, Parish se incorporaría a los Hornets, pero el equipo se vería reforzado con la incorporación de Dominique Wilkins. Aunque eso permitió alcanzar los playoffs con un promedio negativo, cayeron nuevamente en primera ronda, en la que sería su última participación en playoffs de la década.
En la temporada 1995-96, M. L. Carr, exjugador y campeón con Boston en la década de los ochenta, asumiría las riendas del equipo y la dirección técnica. En los dos años que estuvo al frente de la franquicia, los resultados deportivos fueron francamente negativos, a causa de la falta de referentes, de liderazgos y de calidad individual. Lo mejor en esos años vino con la elección de Eric Williams en el Draft de 1995 y sobre todo de Antoine Walker en el de 1996. La temporada 1996-97, con tan solo 15 victorias en liga regular, se concretó en un intento de lograr la elección número uno del Draft de 1997 y poder elegir así a Tim Duncan, pero la suerte no acompañaría, y Boston se habría de conformar con la elección número 3, Chauncey Billups, quien pasaría un corto período en Boston.
En verano de 1997, se convertiría en nuevo responsable y entrenador Rick Pitino, quien se mantuvo en el cargo hasta mediada la temporada 2000-2001, y cuyas polémicas decisiones no servirían para mejorar el rendimiento competitivo. Pitino renovó casi toda la plantilla a lo largo de su mandato, excepto a Antoine Walker, que lideraría al equipo hasta la llegada de Paul Pierce a través del Draft de 1998, sin que Boston se clasificara una sola vez para los playoffs. Entre sus elecciones más polémicas se encuentran los traspasos de Billups y Ron Mercer, ambos elegidos en el Draft de 1997, el de Eric Williams, y la incorporación de diversos jugadores caros y poco efectivos, como el pívot Travis Knight.

### 1998-2007: la llegada de Paul Pierce
En los primeros años del nuevo milenio, el equipo ha estado en general lejos de alcanzar un nuevo campeonato. Tras la renuncia de Rick Pitino, han sido Chris Wallace (2001-2003) y Danny Ainge desde 2003, los nuevos responsables de la reconstrucción del equipo en tanto que general manager y director de operaciones respectivamente. Sin embargo, los años transcurridos en esta década han sido más positivos que la anterior, en la medida de que en las temporadas 2002, 2003, 2004 y 2005 Boston ha alcanzado los playoffs, incluida una final de conferencia.
Durante el período de Chris Wallace tuvo lugar el mayor éxito de la plantilla de los últimos veinte años: la disputa de la final de Conferencia Este ante los New Jersey Nets. Liderados por Paul Pierce y Antoine Walker; con jugadores como Kenny Anderson, Eric Williams, Tony Battie o Rodney Rogers, y entrenados por Jim O'Brien, quien sustituyó a Pitino en el banquillo, los Celtics eliminaron a Philadelphia 76ers y Detroit Pistons, pero cayeron en una dramática eliminatoria por 4-2, durante la cual protagonizaron la segunda mayor remontada de la historia de los playoffs (21 puntos en el último cuarto). En 2003 O'Brien consiguió llevar al equipo nuevamente a la semifinal de conferencia, tras eliminar a los Indiana Pacers, pero New Jersey volvió a ser el verdugo de Boston.

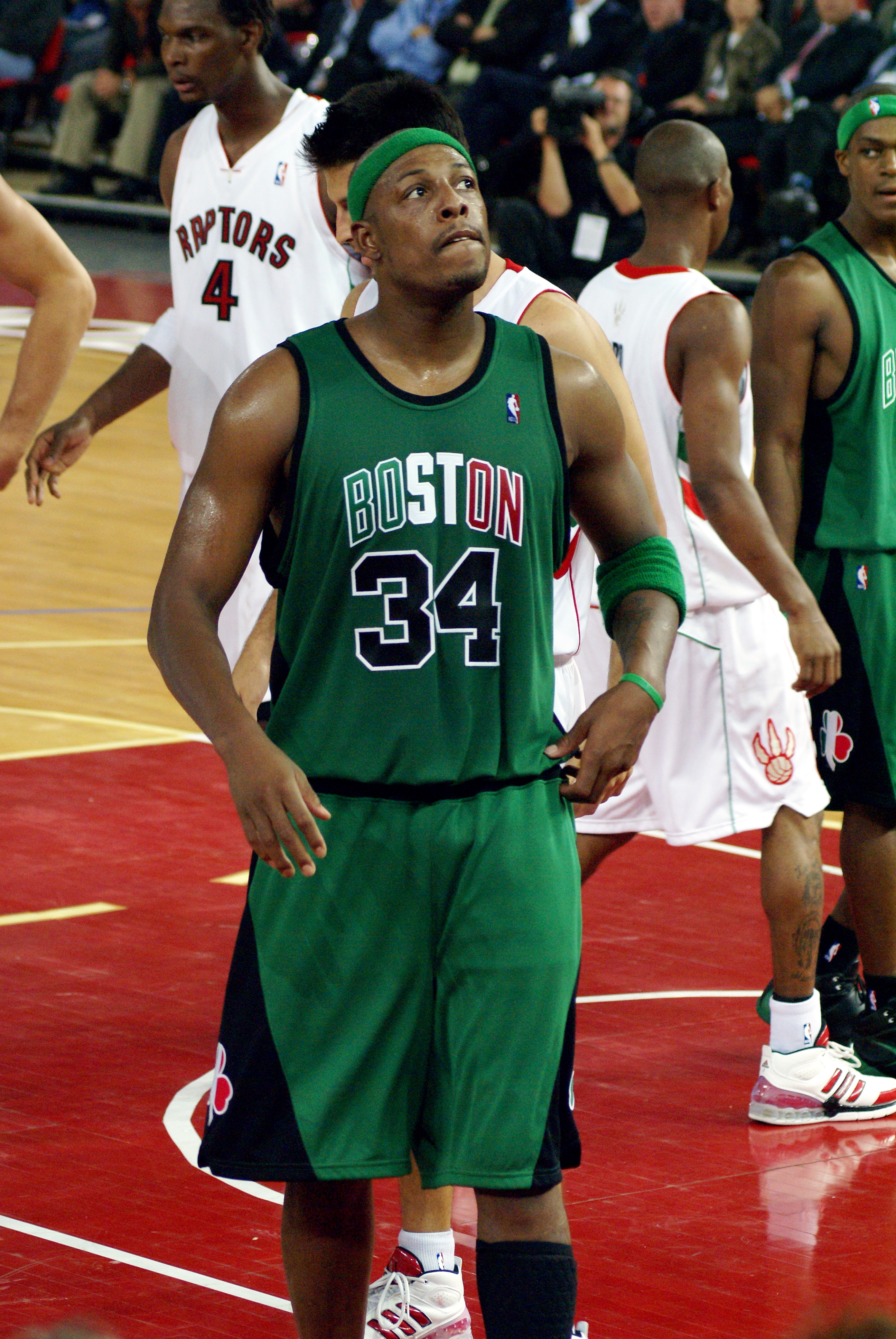
Paul Pierce, símbolo de Boston en los últimos años.

La falta de mejores resultados propició, en 2003, que tras un cambio de propietarios, Chris Wallace fue sustituido por Danny Ainge como principal responsable. A ello contribuyeron, entre otros factores, el fallido traspaso de Vin Baker, quien llegaría con un largo y elevado contrato para experimentar un proceso de alcoholismo que supuso que fuera apartado del equipo en la temporada 2003 y su despido en 2004; los fallos en las tres elecciones de Draft en la primera ronda de 2001, que no sirvieron para dotar al equipo de ningún joven de garantías, y la escasa confianza en los criterios seguidos por Wallace.
El período de Danny Ainge se ha venido caracterizando por una gran transformación del equipo, en el cual solo quedó uno de los finalistas de 2002: Paul Pierce. Entre sus primeras decisiones polémicas se encuentran el traspaso de Antoine Walker en verano de 2003 por Raef Lafrentz, Jiri Welsh y una primera ronda de Draft, quien retornaría sin embargo para disputar el tramo final de la temporada 2004-2005, antes de ser traspasado nuevamente a Miami Heat. A ellas seguirían otras en los meses siguientes, como la multimillonaria renovación de Mark Blount en julio de 2004.
En la primera temporada completa de Ainge, la de 2004, además de los cambios mencionados, llegó al equipo Ricky Davis, tras un traspaso con Cleveland Cavaliers. Durante la misma, O'Brien presentó la dimisión a mitad de la temporada, siendo sustituido por John Carroll, quien a pesar de alcanzar un récord de victorias negativo (36-46) logró acceder a los playoffs, donde Indiana eliminaría a Boston por 4 victorias a 0. En la temporada siguiente, la 2004-2005, Ainge puso al frente del equipo a Doc Rivers, quien no logró mejorar lo conseguido el año anterior, al volver a caer eliminado ante los Pacers en primera ronda, en una dramática serie a siete partidos, a pesar de la presencia de un veterano Gary Payton, el regreso de Walker y la llegada al equipo a través del Draft de Al Jefferson, Tony Allen y Delonte West.
Las cosas fueron aún peor en los años siguientes. Tras elegir en el Draft de 2005 a la joven promesa Gerald Green y al servicial Ryan Gomes, en la temporada 2005-2006 Boston obtuvo tan solo 33 victorias, en un año en que el planteamiento de fondo fue dar confianza a los jugadores más jóvenes. Idéntica estrategia pero con peores resultados, se siguió en la temporada 2006-2007: a pesar de la madurez experimentada por jóvenes como Al Jefferson, Tony Allen o Delonte West, a causa de las múltiples lesiones, especialmente la de Pierce, y las deficiencias en la formación y dirección de la plantilla que vienen dándose en los últimos años causaron la obtención de tan solo 24 victorias.

### 2008-2013: el "Big Three" de Pierce-Allen-Garnett
Como consecuencia de los malos resultados, el equipo inició en mayo de 2007 una nueva etapa. Una vez conocida la posición de elección en el Draft de Boston, la número 5, que eliminaba toda opción de contar con Greg Oden o Kevin Durant en la siguiente temporada, Danny Ainge inició gestiones para dar un giro total a la plantilla, a fin de volver a convertir al equipo en candidato al anillo. Fruto de las mismas fue el traspaso en la noche del Draft de Delonte West, Wally Szczerbiak y la elección número 5 de dicho Draft, a cambio del All Star y ex estrella de los Seatle Supersonics Ray Allen. Posteriormente, a finales del mes de julio, se hizo público el traspaso del verano, en el que Kevin Garnett llegaba a la franquicia a cambio de Al Jefferson, Sebastian Telfair, Ryan Gomes, Gerald Green y Theo Ratliff, además de la elección de primera ronda del Draft de 2009 y del retorno de los derechos obtenidos en 2006 sobre una elección de primera ronda de Minnesota.

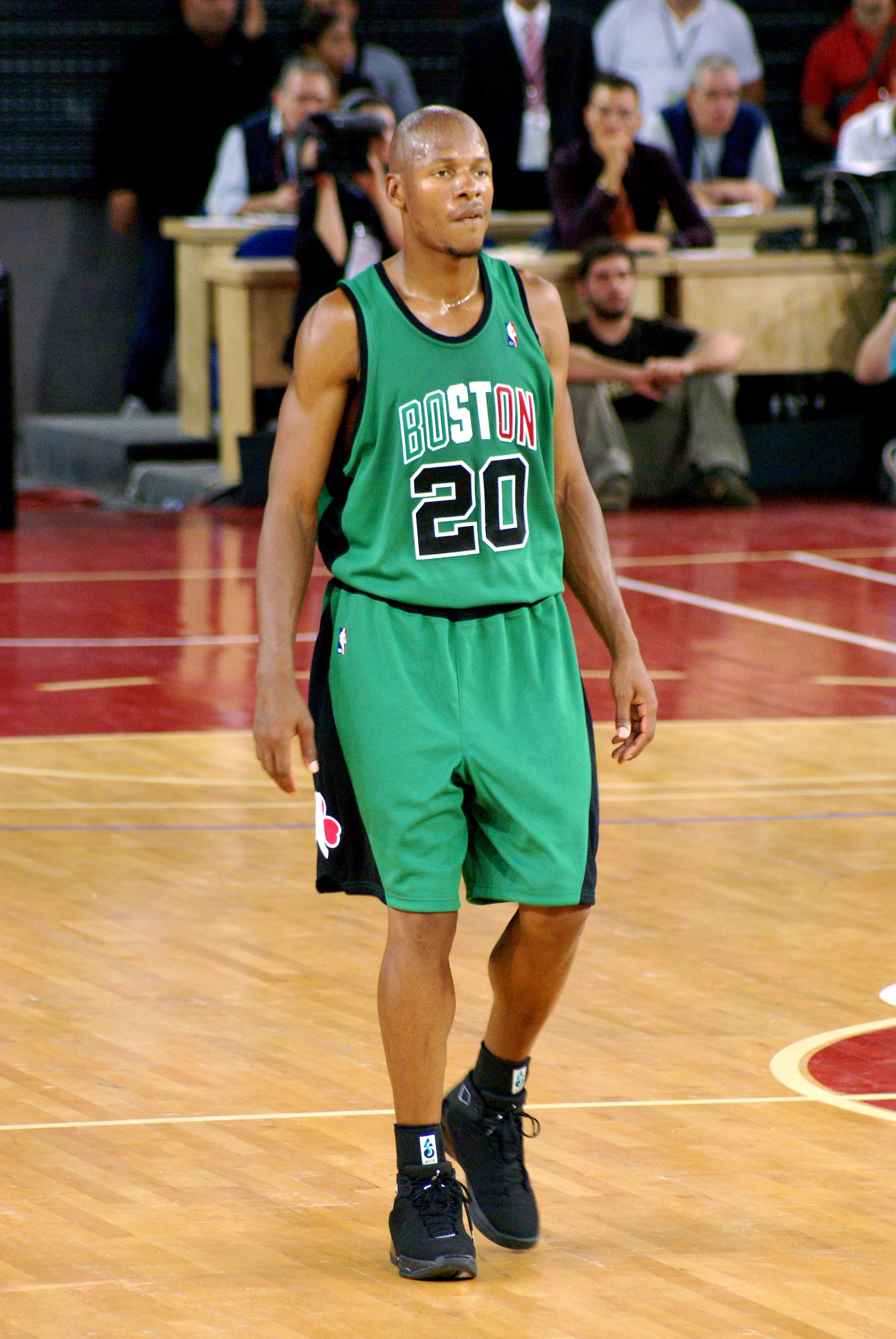
Ray Allen en 2008.

Tras la llegada de Garnett, los Celtics se convirtieron en el mejor equipo de la liga regular, al alcanzar el mejor promedio, 66-16, ello ha sido posible gracias al liderazgo de Paul Pierce y Kevin Garnett, la contribución de Ray Allen, la llegada progresiva de nuevos jugadores de apoyo como James Posey, Sam Cassell, PJ Brown y Eddie House y la progresión de los jóvenes jugadores reclutados por Danny Ainge a lo largo de los últimos años: Kendrick Perkins, Tony Allen y, especialmente, Rajon Rondo. Ya en los playoffs, los Celtics se vieron enfrentados en primera ronda a los Atlanta Hawks y en segunda, a los Cleveland Cavaliers de LeBron James, a los cuales superaron por un estrecho margen de cuatro victorias y tres derrotas, ganando todos los partidos disputados en casa y perdiendo todos los disputados fuera. En la final de la Conferencia Este Boston derrotó 4-2 a Detroit Pistons y se enfrentó en las finales de la NBA a Los Angeles Lakers, reviviendo así una final histórica, que acabó ganando con autoridad, 4-2, consiguiendo un nuevo campeonato 22 años después. Paul Pierce fue nombrado MVP de unas finales en las que se consiguió el récord de mayor remontada en un partido, ya que después de empezar perdiendo en el primer cuarto del cuarto partido por 24 puntos en la cancha de los Lakers, los Celtics se supieron sobreponer y acabaron llevándose el único triunfo fuera de casa de la final, que suponía el 3-1 y acercaba el título a Boston.
Tras conseguir el campeonato número 17, los Celtics afrontaron la temporada 2008-09 con algunas bajas sensibles, como las de PJ Brown y James Posey, a los que habrían de sustituir una nueva generación de rookies: el pivot Patrick O'Bryant y antiguo jugador de Portland Trail Blazers, Darius Miles, quien tras dos años de retiro por lesión, intentaba reincorporarse a la práctica del baloncesto, pero este fue despedido del equipo tras un periodo de prueba en el que no tenía contrato asegurado. Aun así fraguaron una buena temporada (62 victorias y 20 derrotas) conquistando la división atlántica. Pero las lesiones de Kevin Garnett impidieron que jugara los playoffs y Boston cayó eliminado por Orlando Magic en las semifinales de la conferencia este.

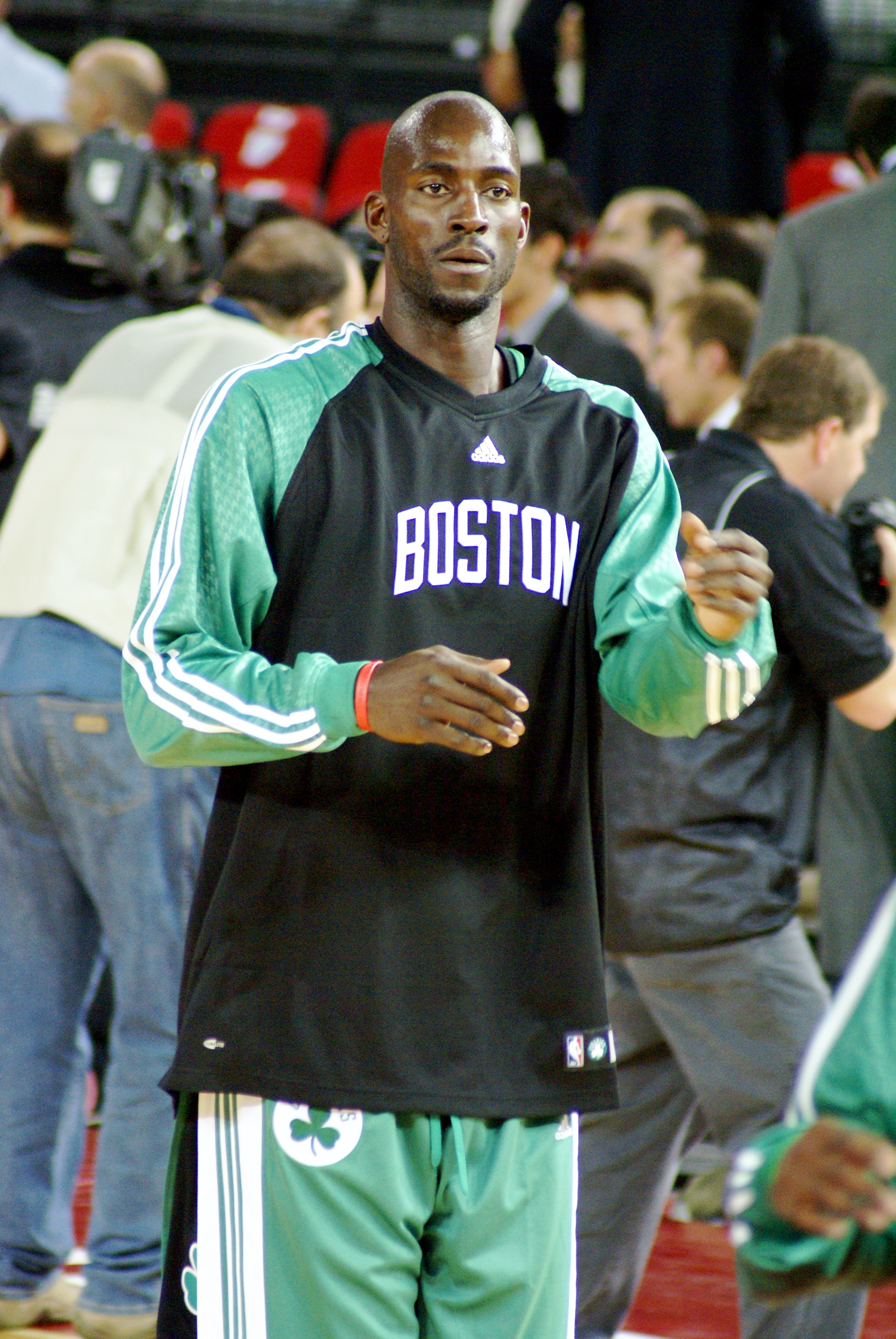
Kevin Garnett llegó al equipo en 2007.

En la temporada 2009-2010, los Celtics incorporaron varios jugadores de nivel (Rasheed Wallace, Marquis Daniels, Nate Robinson, Michael Finley) con el fin de dar mejor apoyo al quinteto titular todavía formado por Rondo, Pierce, Ray Allen, Garnett y Perkins y para mejorar su rendimiento del año anterior. Así, lograron finalizar primeros de su división, pero un récord de 50 victorias y 32 derrotas en temporada regular les convertía tan solo en el cuarto clasificado del conjunto de la Conferencia Este. Sin embargo, su rendimiento fue mucho más positivo en los playoffs, durante los cuales lograron eliminar a los dos grandes favoritos de la conferencia, Cleveland y Orlando, los cuales contaban además con ventaja de campo. Ello los permitió disputar la final de la NBA frente a Los Angeles Lakers, renovando la ya clásica rivalidad entre ambos equipos y repitiendo así la final de dos temporadas atrás, pero cayeron derrotados 4-3 en el séptimo partido de la serie, disputado en Los Ángeles, en el que no pudo participar el pívot titular, Kedrick Perkins, a causa de una lesión de rodilla.
Tras los buenos resultados de esa temporada, la franquicia optó por prolongar los contratos de dos los jugadores principales, Paul Pierce y Ray Allen, mientras reemplazaba al jubilado Rasheed Wallace con las veteranas estrellas de la liga Shaquille O'Neal y Jermaine O'Neal. Con su colaboración y la de otras incorporaciones, el equipo logró mantenerse como mejor equipo del Este en la liga regular. No obstante, las lesiones de los hombres altos del equipo, las dudas de Danny Ainge respecto a la capacidad competitiva del equipo en playoffs y respecto al futuro del mismo propiciaron el traspaso de Kendrick Perkins y Nate Robinson a los Oklahoma City Thunder a cambio del alero Jeff Green y el pívot Nenad Krstić. En marzo también se añadieron a la plantilla el ala-pívotTroy Murphy, el alero Aleksandar Pavlović y el base Carlos Arroyo, en sustitución de otros jugadores de rotación que también fueron traspasados, cerrando así la plantilla que competiría por el título de la temporada 2010-2011. Después del traspaso los Celtics tuvieron un mal final de temporada por lo que cayeron del primer lugar de la conferencia al tercero por detrás de los Chicago Bulls y el Miami Heat. Boston terminó la temporada regular con un registro de 56-26. En la primera ronda derrotó a los New York Knicks y después de dos partidos en casa que dejaron dudas (aunque lograron ganar) reafirmaron el control de la serie con dos triunfos en Nueva York, barriendo la serie 4-0. En la segunda ronda se enfrentaron con Miami Heat, empezaron la serie con dos derrotas en Miami y el tercer partido lo ganaron con una gran actuación de Garnett, pero en ese mismo partido, tras una juagada entre Dwyane Wade y Rajon Rondo el de los Celtics se dislocó el codo, condicionando la serie, la cual la perderían 4-1.
Luego del Lockout de la NBA todos los equipos tuvieron cambios de gran magnitud en muy poco tiempo, los Celtics no fueron la excepción. Entre esos cambios destacaron el de Glen Davis y Von Wafer por Brandon Bass de los Orlando Magic, además Delonte West firmó por los Dallas Mavericks y también el serbio Nenad Krstić que volvió a Europa firmando por el PBC CSKA Moscú. Pero pese a estas importantes pérdidas los de Boston respondieron contratando a Keyon Dooling, Jamal Sampson y Chris Wilcox, más la recontratación de Jeff Green, Sasha Pavlovic y Marquis Daniels. A esto se le agrega la llegada de 4 rookies Greg Stiemsma, JaJuan Johnson, E'Twaun Moore y Gilbert Brown.

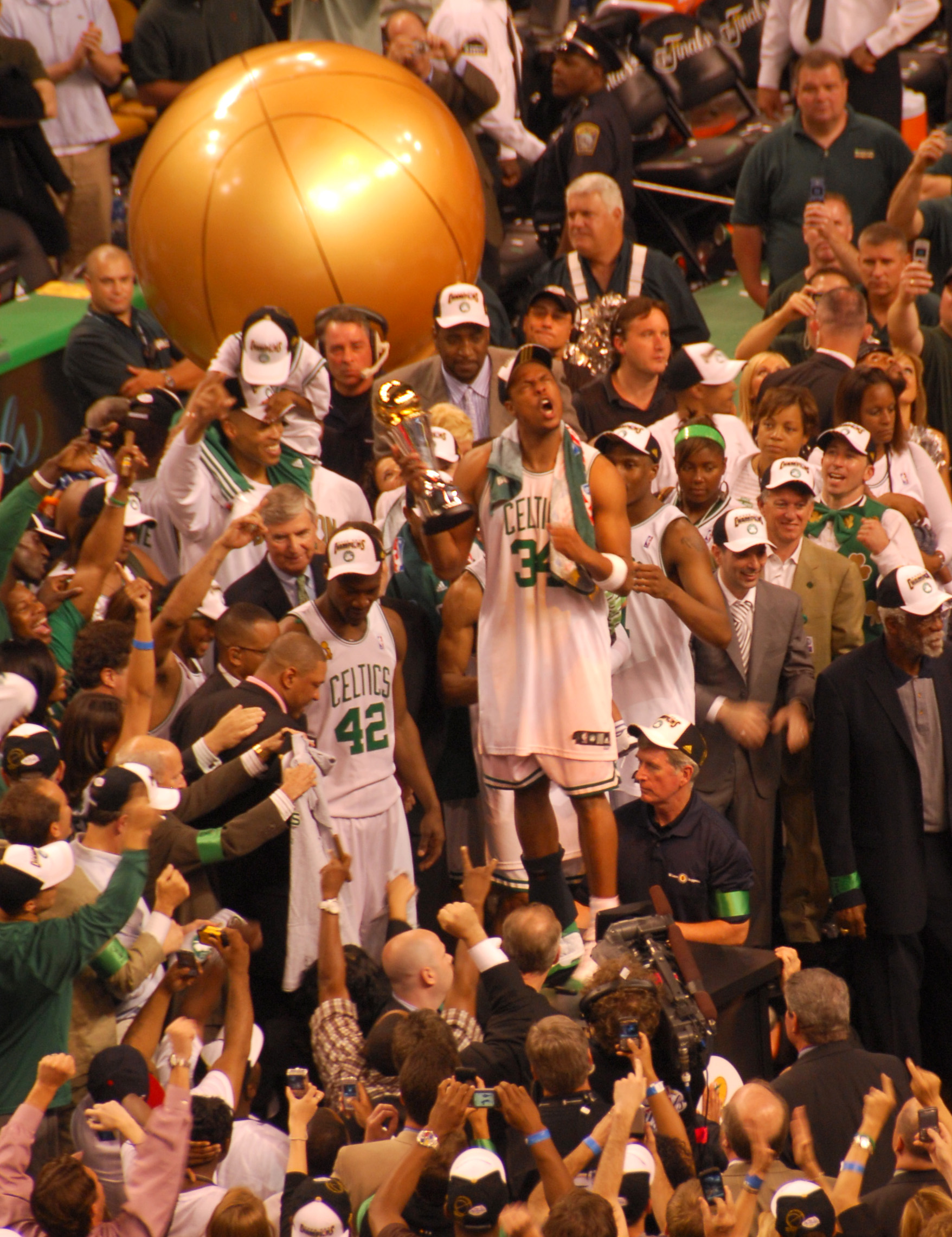
Celebración del título de 2008.

Pero un balde de agua fría cayó en Boston justo antes de que empezara la pretemporada ya que Jeff Green fue diagnosticado por una aneurisma de aorta por lo que tuvo que ser operado de emergencia en la Clínica de Cleveland y como consecuencia los médicos dijeron que no podría disputar la temporada 2011-2012 de la NBA. Antes de empezar esta temporada y luego de la pretemporada los Celtics tuvieron que eliminar a algunos jugadores de su plantilla ya que excedían su límite. Los marginados fueron: Gilbert Brown y Jamal Sampson. Pero tuvieron la posibilidad de contratar a un jugador más producto del problema de Jeff Green; este cupo lo ocupó el francés Mickaël Piétrus, pero al estar lesionado no pudo jugar hasta la segunda semana de la liga.
Luego de una pequeña pausa por el All-Star de la NBA, los Celtics sufrieron dos bajas importantes y casi simultáneas, Jermaine O'Neal y Chris Wilcox. El primero tuvo una recaída en su lesión crónica en su muñeca izquierda en un partido contra Dallas Mavericks que provocó que tuviera que operarse, perdiendo todo el resto de la temporada. En el caso de Chris Wilcox, tuvo un problema en el corazón, específicamente en la aorta, por lo que tuvo que ser operado, lo que provoca que se pierda toda la temporada 2011-2012. Los Boston Celtics, al ver que perdían a dos grandes jugadores, reaccionaron y usaron la opción de despedir a uno de los dos lesionados para tener un cupo para contratar a un nuevo jugador. El elegido fue el exjugador de los Cleveland Cavaliers Ryan Hollins. Luego de una temporada con altibajos, los Celtics se clasificaron para los Play-Offs de la NBA en el cuarto lugar, con un total de 39 partidos ganados y 27 perdidos. En primera ronda se enfrentan con los Atlanta Hawks, ganando la serie 4-2. Luego jugaron en semifinales contra los Philadelphia Sixers saliendo airosos de la serie ganando en el séptimo partido. Finalmente en la Final de la Conferencia Este a manos de quienes serían los campeones de ese año, los Miami Heat.

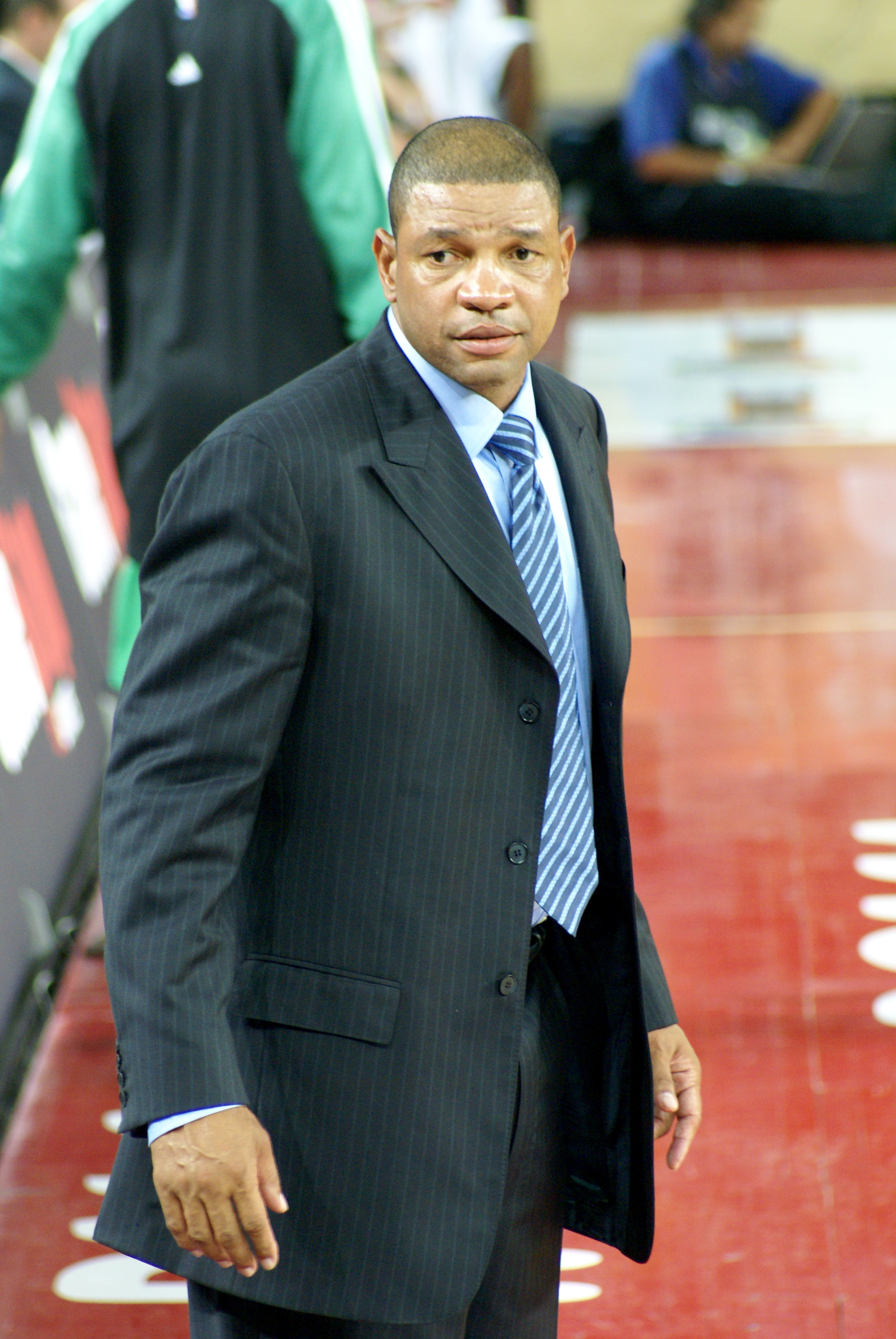
El entrenador Doc Rivers lideró a los Celtics en el título de 2008.

Los Celtics comenzaron pretemporada jugando partidos contra equipos Europeos, específicamente en Turquía e Italia. En términos de contrataciones y cambios en el equipo con relación a la temporada anterior, sufrieron una importante baja ya que uno de los protagonistas del último anillo, Ray Allen dejó el equipo y firmó un contrato por 2 años con Miami Heat. Esto generó una gran controversia ya que los Celtics le habían ofrecido un contrato mejor a Allen, pero él no quiso firmar por sus grandes diferencias y conflictos con Rajon Rondo y por estar siendo opacado por el emergente novato Avery Bradley. En los otros casos los Celtics dejan partir y no renovar a Marquis Daniels, Ryan Hollins, Mickaël Piétrus, Jermaine O'Neal, Greg Stiemsma y serbio, Sasha Pavlovic, quienes firmaron por Milwaukee Bucks, Los Angeles Clippers, Toronto Raptors, Phoenix Suns, Minnesota Timberwolves y Portland Trail Blazers, respectivamente. Además dejan partir a los rookies de la temporada anterior, E'Twaun Moore fichó por los Orlando Magic y JaJuan Johnson terminó en el equipo de la D-League los Canton Charge y por último el veterano Keyon Dooling se retiró de la actividad profesional. Con esto los Celtics tuvieron que armar un nuevo equipo y para eso volvieron a contratar a Chris Wilcox y a Jeff Green que salía de una operación de corazón. A estos se les sumaron los veteranos de los Dallas Mavericks y Atlanta Hawks, Jason Terry y Jason Collins, más la llegada del ex Rockets Courtney Lee quien llegó a través de transferencias que incluyeron varios equipos y que determinó la llegada de Lee y la salida de Pavlovic. Por último se incorporaron nuevos rookies, Jared Sullinger, Fab Melo, que fue destinado a los Maine Red Claws y Kris Joseph quien sería despedido junto a Jarvis Varnado. Para finalizar las contrataciones fichó el brasileño Leandro Barbosa quien provenía de una temporada en la liga de su país natal.
Antes de que empezara el receso habitual de la liga por el All Star, el equipo sufrió grandes bajas. La primera de ellas fue la lesión de Rajon Rondo quien sufría la rotura de los ligamentos de la rodilla derecha, perdiéndose el resto de la temporada. Otra pérdida fue Jared Sullinger quien por culpa de una lesión tuvo que operarse de la espalda y al igual que Rondo se perdió el resto del año. Para rematar la mala suerte del equipo de Massachusetts el reemplazo natural de Rondo, Leandro Barbosa, se lesionó en un partido contra los Toronto Raptors en la rodilla derecha muy parecida a la de Rondo y al igual que los dos jugadores anteriores, se perdió el resto de la temporada.
Frente a estas grandes bajas los Celtics reaccionaron e hicieron un trato con los Washington Wizards, adquiriendo a Jordan Crawford a cambio de Barbosa y el veterano Jason Collins.
Además hubo dos nuevos jugadores que se sumaron al equipo, Terrence Williams y D.J. White, ambos jugadores firmaron un contrato de 10 días.
El 1 de marzo de 2013 el jugador Shavlik Randolph firma un contrato de 10 días con Boston, transformándose en un nuevo refuerzo.
Los Celtics terminaron la temporada regular en la 7.ª posición en la Confencia del Este, por lo que en los Playoffs le toca jugar contras los New York Knicks, estos arrasan en los primeros tres partidos con los Celtics, pero los verdes logran revertir la situación hasta un 3-2. En el 6.º partido los de Boston pierden, terminando su participación la temporada.

### 2013-2017: reconstrucción
Los Celtics inician la temporada de contrataciones con grandes cambios, todo esto motivado por Danny Ainge quien asume que ha terminado una era en el equipo. El primero de estos cambios es la salida del entrenador, Doc Rivers, quien se marcha a Los Angeles Clippers. Más tarde, Paul Pierce, Kevin Garnett y Jason Terry dejan Boston en un intercambio con los Brooklyn Nets, a cambio de Gerald Wallace, Kris Humphries, MarShon Brooks, Keith Bogans y Kris Joseph, además de tres futuras elecciones del draft. También despiden al jugador Terrence Williams.
El 3 de julio de 2013, los Celtics anuncian la contratación de su nuevo técnico, Brad Stevens, de 36 años de edad, procedente de la Universidad Butler, donde ha sido 6 temporadas entrenador principal.
En su primera temporada al mando de los Celtics, Brad Stevens termina con un récord de 25 victorias y 57 derrotas. Dando paso al Draft 2014 donde consiguen a Marcus Smart y James Young, la temporada no empieza bien para el equipo que sufren grandes turbulencias donde el principal cambio es el trade de Rajon Rondo, capitán del equipo y último del equipo campeón del anillo del 2008 que quedaba en Boston, y Dwight Powell a Dallas Mavericks por Jae Crowder, Jameer Nelson, Brandan Wright y unos draft de Dallas. Hasta el receso de los All Star nada iba bien para Boston, pero después de eso y la llegada de jugadores como Tyler Zeller e Isaiah Thomas hicieron que los Celtics tuvieran una racha muy buena logrando clasificarse a los playoffs en la séptima posición dejando fuera a Miami, jugando contra los Cavaliers de LeBron James perdiendo 4-0 la serie, pero terminando de una manera inesperada la temporada por un equipo que no prometía mucho.
La temporada 2015 empieza con nuevos Rookies llegando al equipo, además del vigente campeón David Lee a cambio de Gerald Wallace y Chris Babb y con toda la NBA viendo atentamente que tiene para ofrecer Brad Stevens como uno de los mejores técnicos de la liga.
En 2016 se vivió la explosión de Isaiah Thomas, quien en la temporada 2016/2017 promedió 28.9 puntos por partido.

### 2017-presente: la era de los Jays
Thomas fue traspasado en julio de 2017 junto a Jae Crowder, Ante Žižić, una primera ronda de los Nets y una segunda ronda del Draft de Miami por Kyrie Irving, formando así el Big Three al lado de Gordon Hayward y Al Horford. En el Draft de 2017 adquirieron a Jayson Tatum. En el partido inaugural del equipo, en el primer cuarto contra los Cleveland Cavaliers, Hayward sufrió una fractura de tibia y un tobillo dislocado en la pierna izquierda, lo que provocó que se perdiera el resto de la temporada regular. A pesar de esa baja tan sensible, los Celtics tuvieron una racha ganadora de 16 partidos consecutivos, que también se convirtió en la cuarta racha ganadora más larga en la historia de la franquicia.
Los Celtics terminaron la temporada 2018-19 con un récord de 49 victorias y 33 derrotas. Los analistas comenzaron a cuestionar las posibilidades del equipo de ganar el campeonato cuando los Celtics tenían un récord de 10-10 después de los veinte primeros partidos, el 24 de noviembre de 2018. Los Celtics ganaron posteriormente los siguientes ocho partidos mejorando su récord a 18-10. El 9 de febrero de 2019, los Celtics perdieron 129-128 ante Los Angeles Lakers después de que el ex Celtic Rajon Rondo anotara el primer tiro ganador en su carrera en la NBA. Los Celtics terminaron la temporada regular en cuarto lugar en la Conferencia Este. En los playoffs de 2019, los Celtics barrieron a los Indiana Pacers en la primera ronda y luego perdieron ante los Milwaukee Bucks en cinco partidos.
Los Celtics tenían cuatro selecciones en el draft de la NBA de 2019. Luego de una serie de transacciones, el equipo consiguió a Romeo Langford en el puesto 14 y también agregó a Grant Williams, Carsen Edwards y Tremont Waters (novato del año de la 2020). Al término de la temporada anterior, Kyrie Irving y Al Horford firmaron con los Brooklyn Nets y los Philadelphia 76ers respectivamente. El 30 de junio de 2019, los Celtics y el base Kemba Walker acordaron un contrato de cuatro años por un valor de 141 millones de dólares. El 6 de julio de 2019, los Celtics adquirieron oficialmente a Walker traspasado por los Charlotte Hornets; los Celtics enviaron al base Terry Rozier y una selección de segunda ronda del draft de 2020 protegida a Charlotte a cambio de Walker y una selección de segunda ronda del draft de 2020. El 1 de julio de 2019, los Celtics acordaron un contrato de dos años con el pívot Enes Kanter. Tras la suspensión de la temporada por la pandemia de COVID-19, los Celtics fueron uno de los 22 equipos invitados a la Burbuja de la NBA, donde disputarían los ocho últimos partidos de la temporada regular y los playoffs, en los que barrieron a los Philadelphia 76ers en la primera ronda, vencieron a los Toronto Raptors en una serie de siete partidos y cayeron ante Miami Heat en las Finales de la Conferencia Este en seis partidos.
Durante la temporada 2020-21, el equipo no consiguió ninguna incorporación importante, por lo que terminó con un balance de 36-36, en séptima posición de su conferencia. Dicha posición le permitió disputar la eliminatoria 'Play-In', donde eliminó a Wizards y clasificándose para playoffs por séptimo año consecutivo. En primera ronda cayeron ante los Brooklyn Nets de Kevin Durant, por 1-4. Al término de la temporada, se conoció la marcha de Danny Ainge tras 14 años como General Manager del equipo.
De cara a la temporada 2021-22 se hacen con Enes Kanter y Dennis Schröder; y sale Kemba Walker. Termina la temporada regular con un balance de 51-31, campeón de su división, tercero de conferencia y clasificándose para playoffs por octavo año consecutivo. Marcus Smart fue nombrado Mejor Defensor. En playoffs vencen a Brooklyn Nets en primera ronda (4-0), luego a Milwaukee Bucks en semis (4-3), a Miami Heat en finales de conferencia (4-3) donde Tatum ganó el recién estrenado trofeo de MVP de Finales de Conferencia, pero acaban perdiendo la Final de la NBA, ante los Golden State Warriors de Stephen Curry (2-4).
Antes del comienzo de la temporada 2022-23 el entrenador principal Ime Udoka fue suspendido y reemplazado por Joe Mazzulla, el cual ocuparía el puesto de interino hasta mitad de temporada. El equipo se reforzaría con Malcolm Brogdon, el cual acabaría ganando el premio al mejor sexto hombre, y terminarían con un balance de 57-25, el segundo mejor récord de la liga y como líderes de su división. En playoffs vencen a Atlanta Hawks en primera ronda (4-2), luego a Philadelphia 76ers en semis (4-3), pero caerían en el séptimo encuentro de la final de conferencia ante los Miami Heat de Jimmy Butler (3-4).
Para la temporada 2023-24, los Celtics adquirieron a Kristaps Porziņģis en un traspaso a tres bandas en el que enviaron a Marcus Smart a los Memphis Grizzlies. Posteriormente ficharon a Jrue Holiday mandando a Robert Williams, Malcolm Brogdon y una primera ronda a los Portland Trail Blazers.
El 3 de marzo de 2024 derrotó a los Golden State Warriors 140-88, convirtiéndose así en el primer equipo de la historia de la liga en lograr tres victorias por 50 o más puntos de diferencia en la misma temporada, tras las logradas ante Brooklyn Nets (136-86) e Indiana Pacers (155-104).
Los Celtics terminaron la temporada regular 2023-24 con el mejor récord de la NBA, 64 victorias y 18 derrotas. Al término de la temporada regular, entraron a los playoffs de la NBA de 2024, derrotando a los Miami Heat en la primera ronda, a los Cleveland Cavaliers en las Semifinales del Este y avanzando nuevamente a las Finales de Conferencia para derrotar a los Indiana Pacers. Jaylen Brown fue nombrado como el MVP de las Finales de la Conferencia Este de la NBA recibiendo el Trofeo Larry Bird, el primero de su carrera. Los Celtics derrotarían a los Dallas Mavericks en cinco partidos para ganar las Finales de la NBA, su 18.º campeonato. Jaylen Brown recibió el trofeo Bill Russell que lo acredita como el MVP de las Finales de la NBA.

## Trayectoria
Nota: G: Partidos ganados; P: Partidos perdidos; %: Porcentaje de victorias
| Temporada         | G    | P    | %    | Play-offs                                                                               | Resultado                                                                                  |
| ----------------- | ---- | ---- | ---- | --------------------------------------------------------------------------------------- | ------------------------------------------------------------------------------------------ |
| Boston Celtics    |      |      |      |                                                                                         |                                                                                            |
| 1946-47           | 22   | 38   | 36,7 |                                                                                         |                                                                                            |
| 1947-48           | 20   | 28   | 41,7 | Pierde 1/4 Final                                                                        | Chicago Stags 2, Boston 1                                                                  |
| 1948-49           | 25   | 35   | 41,7 |                                                                                         |                                                                                            |
| 1949-50           | 22   | 46   | 32,4 |                                                                                         |                                                                                            |
| 1950-51           | 39   | 30   | 56,5 | Pierde Semifinales División                                                             | New York 2, Boston 0                                                                       |
| 1951-52           | 39   | 27   | 59,1 | Pierde Semifinales División                                                             | New York 2, Boston 1                                                                       |
| 1952-53           | 46   | 25   | 64,8 | Gana Semifinales División Pierde Finales División                                       | Boston 2, Syracuse 0 New York 3, Boston 1                                                  |
| 1953-54           | 42   | 30   | 58,3 | Round-Robin Pierde Finales División                                                     | Syracuse 2, Boston 0 Boston 2, New York 0 Syracuse 2, Boston 0                             |
| 1954-55           | 36   | 36   | 50,0 | Gana Semifinales División Pierde Finales División                                       | Boston 2, New York 1 Syracuse 3, Boston 1                                                  |
| 1955-56           | 39   | 33   | 54,2 | Pierde Semifinales División                                                             | Syracuse 2, Boston 1                                                                       |
| 1956-57           | 44   | 28   | 61,1 | Gana Finales División Gana Finales NBA                                                  | Boston 3, Syracuse 0 Boston 4, St. Louis 3                                                 |
| 1957-58           | 49   | 23   | 68,1 | Gana Finales División Pierde Finales NBA                                                | Boston 4, Philadelphia 1 St. Louis 4, Boston 2                                             |
| 1958-59           | 52   | 20   | 72,2 | Gana Finales División Gana Finales NBA                                                  | Boston 4, Syracuse 3 Boston 4, Minneapolis 0                                               |
| 1959-60           | 59   | 16   | 78,7 | Gana Finales División Gana Finales NBA                                                  | Boston 4, Philadelphia 2 Boston 4, St. Louis 3                                             |
| 1960-61           | 57   | 22   | 72,2 | Gana Finales División Gana Finales NBA                                                  | Boston 4, Syracuse 1 Boston 4, St. Louis 1                                                 |
| 1961-62           | 60   | 20   | 75,0 | Gana Finales División Gana Finales NBA                                                  | Boston 4, Philadelphia 3 Boston 4, Los Angeles 3                                           |
| 1962-63           | 58   | 22   | 72,5 | Gana Finales División Gana Finales NBA                                                  | Boston 4, Cincinnati 3 Boston 4, Los Angeles 2                                             |
| 1963-64           | 59   | 21   | 73,8 | Gana Finales División Gana Finales NBA                                                  | Boston 4, Cincinnati 1 Boston 4, San Francisco 1                                           |
| 1964-65           | 62   | 18   | 75,5 | Gana Finales División Gana Finales NBA                                                  | Boston 4, Philadelphia 3 Boston 4, Los Angeles 1                                           |
| 1965-66           | 54   | 26   | 67,5 | Gana Semifinales División Gana Finales División Gana Finales NBA                        | Boston 3, Cincinnati 2 Boston 4, Philadelphia 1 Boston 4, Los Angeles 3                    |
| 1966-67           | 60   | 21   | 74,1 | Gana Semifinales División Pierde Finales División                                       | Boston 3, New York 1 Philadelphia 4, Boston 1                                              |
| 1967-68           | 54   | 28   | 65,9 | Gana Semifinales División Gana Finales División Gana Finales NBA                        | Boston 4, Detroit 2 Boston 4, Philadelphia 3 Boston 4, Los Angeles 2                       |
| 1968-69           | 48   | 34   | 58,5 | Gana Semifinales División Gana Finales División Gana Finales NBA                        | Boston 4, Philadelphia 1 Boston 4, New York 2 Boston 4, Los Angeles 3                      |
| 1969-70           | 34   | 48   | 41,5 |                                                                                         |                                                                                            |
| 1970-71           | 44   | 38   | 53,7 |                                                                                         |                                                                                            |
| 1971-72           | 56   | 26   | 68,3 | Gana Semifinales Conferencia Pierde Finales Conferencia                                 | Boston 4, Atlanta 2 New York 4, Boston 1                                                   |
| 1972-73           | 68   | 14   | 82,9 | Gana Semifinales Conferencia Pierde Finales Conferencia                                 | Boston 4, Atlanta 2 New York 4, Boston 3                                                   |
| 1973-74           | 56   | 26   | 68,3 | Gana Semifinales Conferencia Gana Finales Conferencia Gana Finales NBA                  | Boston 4, Buffalo 2 Boston 4, New York 1 Boston 4, Milwaukee 3                             |
| 1974-75           | 60   | 22   | 73,2 | Gana Semifinales Conferencia Pierde Finales Conferencia                                 | Boston 4, Houston 1 Washington 4, Boston 2                                                 |
| 1975-76           | 54   | 28   | 65,9 | Gana Semifinales Conferencia Gana Finales Conferencia Gana Finales NBA                  | Boston 4, Buffalo 2 Boston 4, Cleveland 2 Boston 4, Phoenix 2                              |
| 1976-77           | 44   | 38   | 53,7 | Gana 1.ª Ronda Pierde Semifinales Conferencia                                           | Boston 2, San Antonio 0 Philadelphia 4, Boston 3                                           |
| 1977-78           | 32   | 50   | 39,0 |                                                                                         |                                                                                            |
| 1978-79           | 29   | 53   | 35,4 |                                                                                         |                                                                                            |
| 1979-80           | 61   | 21   | 74,4 | Gana Semifinales Conferencia Pierde Finales Conferencia                                 | Boston 4, Houston 0 Philadelphia 4, Boston 1                                               |
| 1980-81           | 62   | 20   | 75,6 | Gana Semifinales Conferencia Gana Finales Conferencia Gana Finales NBA                  | Boston 4, Chicago 0 Boston 4, Philadelphia 3 Boston 4, Houston 2                           |
| 1981-82           | 63   | 19   | 76,8 | Gana Semifinales Conferencia Pierde Finales Conferencia                                 | Boston 4, Washington 1 Philadelphia 4, Boston 3                                            |
| 1982-83           | 56   | 26   | 68,3 | Pierde Semifinales Conferencia                                                          | Milwaukee 4, Boston 0                                                                      |
| 1983-84           | 62   | 20   | 75,6 | Gana 1.ª Ronda Gana Semifinales Conferencia Gana Finales Conferencia Gana Finales NBA   | Boston 3, Washington 1 Boston 4, New York 3 Boston 4, Milwaukee 1 Boston 4, Los Angeles 3  |
| 1984-85           | 63   | 19   | 76,8 | Gana 1.ª Ronda Gana Semifinales Conferencia Gana Finales Conferencia Pierde Finales NBA | Boston 3, Cleveland 1 Boston 4, Detroit 2 Boston 4, Philadelphia 1 Los Ángeles 4, Boston 2 |
| 1985-86           | 67   | 15   | 81,7 | Gana 1.ª Ronda Gana Semifinales Conferencia Gana Finales Conferencia Gana Finales NBA   | Boston 3, Chicago 0 Boston 4, Atlanta 1 Boston 4, Milwaukee 0 Boston 4, Houston 2          |
| 1986-87           | 59   | 23   | 72,0 | Gana 1.ª Ronda Gana Semifinales Conferencia Gana Finales Conferencia Pierde Finales NBA | Boston 3, Chicago 0 Boston 4, Milwaukee 3 Boston 4, Detroit 3 Los Ángeles 4, Boston 2      |
| 1987-88           | 57   | 25   | 69,5 | Gana 1.ª Ronda Gana Semifinales Conferencia Pierde Finales Conferencia                  | Boston 3, New York 1 Boston 4, Atlanta 3 Detroit 4, Boston 2                               |
| 1988-89           | 42   | 40   | 51,2 | Pierde 1.ª Ronda                                                                        | Detroit 3, Boston 0                                                                        |
| 1989-90           | 52   | 30   | 63,4 | Pierde 1.ª Ronda                                                                        | New York 3, Boston 2                                                                       |
| 1990-91           | 56   | 26   | 68,3 | Gana 1.ª Ronda Pierde Semifinales Conferencia                                           | Boston 3, Indiana 2 Detroit 4, Boston 2                                                    |
| 1991-92           | 51   | 31   | 62,2 | Gana 1.ª Ronda Pierde Semifinales Conferencia                                           | Boston 3, Indiana 0 Cleveland 4, Boston 3                                                  |
| 1992-93           | 48   | 34   | 58,5 | Pierde 1.ª Ronda                                                                        | Charlotte 3, Boston 1                                                                      |
| 1993-94           | 32   | 50   | 39,0 |                                                                                         |                                                                                            |
| 1994-95           | 35   | 47   | 42,7 | Pierde 1.ª Ronda                                                                        | Orlando 3, Boston 1                                                                        |
| 1995-96           | 33   | 49   | 40,2 |                                                                                         |                                                                                            |
| 1996-97           | 15   | 67   | 18,3 |                                                                                         |                                                                                            |
| 1997-98           | 36   | 46   | 43,9 |                                                                                         |                                                                                            |
| 1998-99           | 19   | 31   | 38,0 |                                                                                         |                                                                                            |
| 1999-2000         | 35   | 47   | 42,7 |                                                                                         |                                                                                            |
| 2000-01           | 36   | 46   | 43,9 |                                                                                         |                                                                                            |
| 2001-02           | 49   | 33   | 59,8 | Gana 1.ª Ronda Gana Semifinales Conferencia Pierde Finales Conferencia                  | Boston 3, Philadelphia 2 Boston 4, Detroit 1 New Jersey 4, Boston 2                        |
| 2002-03           | 44   | 38   | 53,7 | Gana 1.ª Ronda Pierde Semifinales Conferencia                                           | Boston 4, Indiana 2 New Jersey 4, Boston 0                                                 |
| 2003-04           | 36   | 46   | 43,9 | Pierde 1.ª Ronda                                                                        | Indiana 4, Boston 0                                                                        |
| 2004-05           | 45   | 37   | 54,9 | Pierde 1.ª Ronda                                                                        | Indiana 4, Boston 3                                                                        |
| 2005-06           | 33   | 49   | 40,2 |                                                                                         |                                                                                            |
| 2006-07           | 24   | 58   | 29,3 |                                                                                         |                                                                                            |
| 2007-08           | 66   | 16   | 80,5 | Gana 1.ª Ronda Gana Semifinales Conferencia Gana Finales Conferencia Gana Finales NBA   | Boston 4, Atlanta 3 Boston 4, Cleveland 3 Boston 4, Detroit 2 Boston 4, LA Lakers 2        |
| 2008-09           | 62   | 20   | 75,6 | Gana 1.ª Ronda Pierde Semifinales Conferencia                                           | Boston 4, Chicago 3 Orlando 4, Boston 3                                                    |
| 2009-10           | 50   | 32   | 61,0 | Gana 1.ª Ronda Gana Semifinales Conferencia Gana Finales Conferencia Pierde Finales NBA | Boston 4, Miami 1 Boston 4, Cleveland 2 Boston 4, Orlando 2 LA Lakers 4, Boston 3          |
| 2010-11           | 56   | 26   | 68,3 | Gana 1.ª Ronda Pierde Semifinales Conferencia                                           | Boston 4, New York 0 Miami 4, Boston 1                                                     |
| 2011-12           | 39   | 27   | 59,1 | Gana 1.ª Ronda Gana Semifinales Conferencia Pierde Finales Conferencia                  | Boston 4, Atlanta 2 Boston 4, Philadelphia 3 Miami 4, Boston 3                             |
| 2012-13           | 41   | 40   | 50,6 | Pierde 1.ª Ronda                                                                        | New York 4, Boston 2                                                                       |
| 2013-14           | 25   | 57   | 30,5 |                                                                                         |                                                                                            |
| 2014-15           | 40   | 42   | 48,8 | Pierde 1.ª Ronda                                                                        | Cleveland 4, Boston 0                                                                      |
| 2015-16           | 48   | 34   | 58,5 | Pierde 1.ª Ronda                                                                        | Atlanta 4, Boston 2                                                                        |
| 2016-17           | 53   | 29   | 64,6 | Gana 1.ª Ronda Gana Semifinales Conferencia Pierde Finales Conferencia                  | Boston 4, Chicago 2 Boston 4, Washington 3 Cleveland 4, Boston 1                           |
| 2017-18           | 55   | 27   | 67,1 | Gana 1.ª Ronda Gana Semifinales Conferencia Pierde Finales Conferencia                  | Boston 4, Milwaukee 3 Boston 4, Philadelphia 1 Cleveland 4, Boston 3                       |
| 2018-19           | 49   | 33   | 59,8 | Gana 1.ª Ronda Pierde Semifinales Conferencia                                           | Boston 4, Indiana 0 Milwaukee 4, Boston 1                                                  |
| 2019-20           | 48   | 24   | 66,7 | Gana 1.ª Ronda Gana Semifinales Conferencia Pierde Finales Conferencia                  | Boston 4, Philadelphia 0 Boston 4, Toronto 3 Miami 4, Boston 2                             |
| 2020-21           | 36   | 36   | 50,0 | Pierde 1.ª Ronda                                                                        | Brooklyn 4, Boston 1                                                                       |
| 2021-22           | 51   | 31   | 62,2 | Gana 1.ª Ronda Gana Semifinales Conferencia Gana Finales Conferencia Pierde Finales NBA | Boston 4, Brooklyn 0 Boston 4, Milwaukee 3 Boston 4, Miami 3 Golden State 4, Boston 2      |
| 2022-23           | 57   | 25   | 69,5 | Gana 1.ª Ronda Gana Semifinales Conferencia Pierde Finales Conferencia                  | Boston 4, Atlanta 2 Boston 4, Philadelphia 3 Miami 4, Boston 3                             |
| 2023-24           | 64   | 18   | 78,0 | Gana 1.ª Ronda Gana Semifinales Conferencia Gana Finales Conferencia Gana Finales NBA   | Boston 4, Miami 1 Boston 4, Cleveland 1 Boston 4, Indiana 0 Boston 4, Dallas 1             |
| 2024-25           | 61   | 21   | 74,4 | Gana 1.ª Ronda Pierde Semifinales Conferencia                                           | Boston 4, Orlando 1 New York 4, Boston 2                                                   |
| Temporada regular | 3631 | 2483 | .594 |                                                                                         |                                                                                            |
| Playoffs          | 418  | 311  | .573 | 18 Campeonatos                                                                          | 18 Campeonatos                                                                             |

## Jugadores

### Miembros delBasketball Hall of Fame
46 personas vinculadas a los Celtics han sido inducidos en el Naismith Memorial Basketball Hall of Fame, más que ningún otro equipo en la NBA.
| Miembros del Hall of Fame de los Boston Celtics |                  |              |                |      |                |                   |                      |                     |      |
| Jugadores                                       |                  |              |                |      |                |                   |                      |                     |      |
| N.º                                             | Nombre           | Posición     | Periodo        | Año  | N.º            | Nombre            | Posición             | Periodo             | Año  |
| 22                                              | Ed Macauley      | AP           | 1950–1956      | 1960 | 17             | Andy Phillip      | B                    | 1956–1958           | 1961 |
| 14                                              | Bob Cousy        | B            | 1950–1963      | 1971 | 6              | Bill Russell      | P                    | 1956–1969           | 1975 |
| 21                                              | Bill Sharman     | B            | 1951–1961      | 1976 | 23             | Frank Ramsey      | E                    | 1954–1964           | 1982 |
| 24                                              | Sam Jones        | E            | 1957–1969      | 1984 | 17             | John Havlicek     | E                    | 1962–1978           | 1984 |
| 15                                              | Tom Heinsohn 1   | A            | 1956–1965      | 1986 | 20             | Bob Houbregs      | P/A                  | 1954–1955           | 1987 |
| 44                                              | Pete Maravich    | B            | 1980           | 1987 | 4 34           | Clyde Lovellette  | C                    | 1962–1964           | 1988 |
| 25 27                                           | K. C. Jones      | B            | 1958–1967      | 1989 | 44             | Dave Bing         | B                    | 1977–1978           | 1990 |
| 18                                              | Dave Cowens      | AP           | 1970–1980      | 1991 | 7              | Nate Archibald    | B                    | 1978–1983           | 1991 |
| 5                                               | Bill Walton      | P            | 1985–1987      | 1993 | 18             | Bailey Howell     | A                    | 1966–1970           | 1997 |
| 19                                              | Arnie Risen      | P            | 1955–1958      | 1998 | 33             | Larry Bird 2      | A                    | 1979–1992           | 1998 |
| 32                                              | Kevin McHale     | A            | 1980–1993      | 1999 | 11             | Bob McAdoo        | P/A                  | 1979                | 2000 |
| 00                                              | Robert Parish    | P            | 1980–1994      | 2003 | 12             | Dominique Wilkins | A                    | 1994–1995           | 2006 |
| 3                                               | Dennis Johnson   | B            | 1983–1990      | 2010 | 53             | Artis Gilmore     | P                    | 1988                | 2011 |
| 20                                              | Gary Payton      | B            | 2004–2005      | 2013 | 10             | Jo Jo White       | B                    | 1969–1979           | 2015 |
| 36                                              | Shaquille O'Neal | P            | 2010–2011      | 2016 | 11             | Charlie Scott     | B                    | 1975–1977           | 2018 |
| 40                                              | Dino Rađa        | AP           | 1994–1997      | 2018 | 20             | Ray Allen         | B                    | 2007–2012           | 2018 |
| 11                                              | Chuck Cooper     | A            | 1950–1954      | 2019 | 4              | Carl Braun        | B                    | 1961–1962           | 2019 |
| 44                                              | Paul Westphal    | B            | 1972–1975      | 2019 | 5              | Kevin Garnett     | P                    | 2007-2013           | 2020 |
|                                                 |                  |              |                |      | 34             | Paul Pierce       | A                    | 1998-2013           | 2021 |
| Entrenadores                                    |                  |              |                |      |                |                   |                      |                     |      |
| Nombre                                          | Nombre           | Posición     | Periodo        | Año  | Nombre         | Nombre            | Posición             | Periodo             | Año  |
| Doggie Julian                                   | Doggie Julian    | Entrenador   | 1948–1950      | 1968 | 2              | Red Auerbach      | Entrenador Ejecutivo | 1950–1966 1966–2006 | 1969 |
| Rick Pitino                                     | Rick Pitino      | Entrenador   | 1997–2001      | 2013 | Tom Heinsohn 1 | Tom Heinsohn 1    | Entrenador           | 1969–1978           | 2015 |
| Bill Fitch                                      | Bill Fitch       | Entrenador   | 1979–1983      | 2019 |                |                   |                      |                     |      |
| Contribuyentes                                  |                  |              |                |      |                |                   |                      |                     |      |
| Nombre                                          | Nombre           | Posición     | Periodo        | Año  | Nombre         | Nombre            | Posición             | Periodo             | Año  |
| 1                                               | Walter A. Brown  | Propietario  | 1945–1964      | 1965 | Bill Mokray    | Bill Mokray       | Ejecutivo            | 1946–1969           | 1965 |
| 28                                              | Wayne Embry      | P            | 1966–1968      | 1999 | Dave Gavitt    | Dave Gavitt       | Ejecutivo            | 1990–1994           | 2006 |
| 16                                              | Satch Sanders    | A Entrenador | 1960–1973 1978 | 2011 | 17             | Don Barksdale     | A                    | 1953–1955           | 2012 |

Además, Johnny Most, durante mucho tiempo locutor de radio de los Celtics, fue honrado con el Hall of Fame's Curt Gowdy Media Award en 1993.
Notas:
- 1 En total, Heinsohn fue inducido en el Hall of Fame dos veces, como jugador y como entrenador.
- 2 En total, Bird fue inducido en el Hall of Fame dos veces, como jugador y como miembro del Equipo Olímpico de 1992.

### Números retirados
| Robert Parish Pívot Retirado 1998         | Walter Brown Fundador, Propietario Retirado 1964 | Red Auerbach Entrenador, Ejecutivo Retirado 1985           | Dennis Johnson Base Retirado 1991 | Kevin Garnett Alero Retirado 2022 | Bill Russell Pívot, Entrenador Retirado 1972 |
| Jo Jo White Base Retirado 1982            | Bob Cousy Base, Comentarista Retirado 1963       | Tom Heinsohn Alero, Entrenador, Comentarista Retirado 1966 | Satch Sanders Alero Retirado 1973 | John Havlicek Alero Retirado 1978 | Dave Cowens Pívot, Entrenador Retirado 1981  |
| Jim Loscutoff Alero Retirado 1964         | Don Nelson Alero Retirado 1978                   | Bill Sharman Base Retirado 1966                            | Ed Macauley Pívot Retirado 1963   | Frank Ramsey Alero Retirado 1964  | Sam Jones Base Retirado 1969                 |
| K.C. Jones Base, Entrenador Retirado 1967 | Cedric Maxwell Alero Retirado 2003               | Kevin McHale Alero Retirado 1994                           | Larry Bird Alero Retirado 1993    | Paul Pierce Alero Retirado 2018   | Reggie Lewis Alero Retirado 1995             |
| Johnny Most Comentarista                  |                                                  |                                                            |                                   |                                   |                                              |

### Líderes estadísticos
Puntos totales temporada regular
| #                                   | Jugador       | Temporadas       | Promedio | Partidos | Total  |
| ----------------------------------- | ------------- | ---------------- | -------- | -------- | ------ |
| 1                                   | John Havlicek | 1962 - 1978 (16) | 20,8     | 1 270    | 26 402 |
| 2                                   | Paul Pierce   | 1998 - 2013 (15) | 22,0     | 1 102    | 24 035 |
| 3                                   | Larry Bird    | 1979 - 1992 (13) | 24,3     | 897      | 21 791 |
| 4                                   | Robert Parish | 1980 - 1994 (14) | 16,5     | 1 106    | 18 245 |
| 5                                   | Kevin McHale  | 1980 - 1993 (13) | 17,9     | 971      | 17 335 |
| 6                                   | Bob Cousy     | 1950 - 1963 (13) | 18,5     | 917      | 16 955 |
| 7                                   | Sam Jones     | 1957 - 1969 (12) | 17,7     | 817      | 15 411 |
| 8                                   | Bill Russell  | 1956 - 1969 (13) | 15,1     | 963      | 14 522 |
| 9                                   | Dave Cowens   | 1970 - 1980 (10) | 18,2     | 726      | 13 192 |
| 10                                  | Jo Jo White   | 1969 - 1978 (9)  | 18,4     | 717      | 13 188 |
| Actualizado a 23 de octubre de 2016 |               |                  |          |          |        |

Rebotes totales temporada regular
| #                                   | Jugador        | Temporadas                    | Promedio | Partidos | Total  |
| ----------------------------------- | -------------- | ----------------------------- | -------- | -------- | ------ |
| 1                                   | Bill Russell   | 1956 - 1969 (13)              | 22,5     | 963      | 21 620 |
| 2                                   | Robert Parish  | 1980 - 1994 (14)              | 10,0     | 1 106    | 11 051 |
| 3                                   | Larry Bird     | 1979 - 1992 (13)              | 10,0     | 897      | 8 974  |
| 4                                   | John Havlicek  | 1962 - 1978 (16)              | 6,3      | 1 270    | 8 007  |
| 5                                   | Dave Cowens    | 1970 - 1980 (10)              | 9,9      | 726      | 7 170  |
| 6                                   | Kevin McHale   | 1980 - 1993 (13)              | 7,3      | 971      | 7 122  |
| 7                                   | Paul Pierce    | 1998 - 2013 (15)              | 6,0      | 1 102    | 6 651  |
| 8                                   | Tom Sanders    | 1960 - 1973 (13)              | 6,3      | 916      | 5 798  |
| 9                                   | Tom Heinsohn   | 1956 - 1965 (9)               | 8,8      | 654      | 5 749  |
| 10                                  | Antoine Walker | 1996 - 2003 / 2004 - 2005 (8) | 8,7      | 552      | 4 782  |
| Actualizado a 23 de octubre de 2016 |                |                               |          |          |        |

Asistencias totales temporada regular
| #                                   | Jugador        | Temporadas       | Promedio | Partidos | Total |
| ----------------------------------- | -------------- | ---------------- | -------- | -------- | ----- |
| 1                                   | Bob Cousy      | 1950 - 1963 (13) | 7,6      | 917      | 6 945 |
| 2                                   | John Havlicek  | 1962 - 1978 (16) | 4,8      | 1 270    | 6 114 |
| 3                                   | Larry Bird     | 1979 - 1992 (13) | 6,3      | 897      | 5 695 |
| 4                                   | Rajon Rondo    | 2006 - 2014 (9)  | 8,1      | 527      | 4 474 |
| 5                                   | Paul Pierce    | 1998 - 2013 (15) | 3,8      | 1 102    | 4 305 |
| 6                                   | Bill Russell   | 1956 - 1969 (13) | 4,3      | 963      | 4 100 |
| 7                                   | Jo Jo White    | 1969 - 1978 (9)  | 5,1      | 717      | 3 686 |
| 8                                   | Dennis Johnson | 1983 - 1990 (7)  | 6,3      | 551      | 3 486 |
| 9                                   | K.C. Jones     | 1958 - 1967 (9)  | 4,3      | 676      | 2 908 |
| 10                                  | Dave Cowens    | 1970 - 1980 (10) | 3,9      | 726      | 2 828 |
| Actualizado a 23 de octubre de 2016 |                |                  |          |          |       |

## Premios
| MVP de la NBA - Bob Cousy - 1957 - Bill Russell - 1958, 1961, 1962, 1963, 1965 - Dave Cowens - 1973 - Larry Bird - 1984, 1985, 1986 MVP de las Finales - John Havlicek - 1974 - Jo Jo White - 1976 - Cedric Maxwell - 1981 - Larry Bird - 1984, 1986 - Paul Pierce - 2008 - Jaylen Brown - 2024 MVP de las Finales de la Conferencia Este - Jayson Tatum - 2022 - Jaylen Brown - 2024 Rookie del Año - Tom Heinsohn - 1957 - Dave Cowens - 1971 - Larry Bird - 1980 Mejor Defensor - Kevin Garnett - 2008 - Marcus Smart - 2022 Mejor Sexto Hombre - Kevin McHale - 1984, 1985 - Bill Walton - 1986 - Malcolm Brogdon - 2023 - Payton Pritchard - 2025 Entrenador del Año - Red Auerbach - 1965 - Tom Heinsohn - 1973 - Bill Fitch - 1980 Ejecutivo del Año - Red Auerbach - 1980 - Danny Ainge - 2008 - Brad Stevens - 2024 Jugador Más Deportivo - Jrue Holiday - 2025 Premio Hustle - Marcus Smart - 2019, 2022, 2023 | Mejor Quinteto de la Temporada - Ed Sadowski - 1948 - Ed Macauley - 1951, 1952, 1953 - Bob Cousy - 1952, 1953, 1954, 1955, 1956, 1957, 1958, 1959, 1960, 1961 - Bill Sharman - 1956, 1957, 1958, 1959 - Bill Russell - 1959, 1963, 1965 - John Havlicek - 1971, 1972, 1973, 1974 - Larry Bird - 1980, 1981, 1982, 1983, 1984, 1985, 1986, 1987, 1988 - Kevin McHale - 1987 - Kevin Garnett - 2008 - Jayson Tatum - 2022, 2023, 2024 Segundo Mejor Quinteto de la Temporada - Bill Sharman - 1953, 1955, 1960 - Ed Macauley - 1954 - Bill Russell - 1958, 1960, 1961, 1962, 1964, 1966, 1967, 1968 - Tom Heinsohn - 1961, 1962, 1963, 1964 - Bob Cousy - 1962, 1963 - John Havlicek - 1964, 1966, 1968, 1969, 1970, 1975, 1976 - Sam Jones - 1965, 1966, 1967 - Dave Cowens - 1973, 1975, 1976 - Jo Jo White - 1975, 1977 - Nate Archibald - 1981 - Robert Parish - 1982 - Larry Bird - 1990 - Paul Pierce - 2009 - Isaiah Thomas - 2017 - Kyrie Irving - 2019 - Jaylen Brown - 2023 Tercer Mejor Quinteto de la Temporada - Robert Parish - 1989 - Paul Pierce - 2002, 2003, 2008 - Rajon Rondo - 2012 - Jayson Tatum - 2020 | Mejor Quinteto Defensivo - Bill Russell – 1969 - John Havlicek – 1972–1976 - Paul Silas – 1975, 1976 - Dave Cowens – 1976 - Kevin McHale – 1986–1988 - Dennis Johnson – 1987 - Kevin Garnett – 2008, 2009, 2011 - Rajon Rondo – 2010, 2011 - Avery Bradley – 2016 - Marcus Smart – 2019, 2020, 2022 Segundo Mejor Quinteto Defensivo - Tom Sanders – 1969 - John Havlicek – 1969–1971 - Don Chaney – 1972–1975 - Dave Cowens – 1975, 1980 - Larry Bird – 1982–1984 - Kevin McHale – 1983, 1989, 1990 - Dennis Johnson – 1984–1986 - Rajon Rondo – 2009, 2012 - Kevin Garnett – 2012 - Avery Bradley – 2013 - Al Horford – 2018 - Robert Williams III – 2022 - Derrick White – 2023, 2024 - Jrue Holiday – 2024 | Mejor Quinteto de Rookies - John Havlicek - 1963 - Jo Jo White - 1970 - Dave Cowens - 1971 - Larry Bird - 1980 - Kevin McHale - 1981 - Dee Brown - 1991 - Antoine Walker - 1997 - Ron Mercer - 1998 - Paul Pierce - 1999 - Jayson Tatum - 2018 Segundo Mejor Quinteto de Rookies - Brian Shaw - 1989 - Rick Fox - 1992 - Dino Radja - 1994 - Eric Montross - 1995 - Al Jefferson - 2004 - Ryan Gomes - 2005 - Rajon Rondo - 2006 - Jaylen Brown - 2017 |

## Gestión

### Directores generales
| GM            | Periodo       |
| ------------- | ------------- |
| Walter Brown  | 1946–1950     |
| Red Auerbach  | 1950–1984     |
| Jan Volk      | 1984–1990     |
| Dave Gavitt   | 1990–1994     |
| M.L. Carr     | 1994–1997     |
| Rick Pitino   | 1997–2001     |
| Chris Wallace | 2001–2003     |
| Danny Ainge   | 2003–2021     |
| Brad Stevens  | 2021–presente |

### Miembros delBasketball Hall of Fame
- Red Auerbach
- Walter Brown
- Alvin Julian